# Nicholas Newman
Nicholas Newman est un personnage de fiction du feuilleton télévisé Les Feux de l'amour. Il est interprété par Joshua Morrow depuis le 21 juin 1994.

## Interprètes
Il a été interprété par :
- Marco & Stefan Flores (en 1989).
- Griffin Ledner (de 1990 à 1991).
- John Nelson-Alden (de 1991 à 1994) en étant enfant.
- Joshua Morrow (depuis 1994) en étant adolescent puis adulte.

## Histoire

### L'enfance de Nick
- Nick est conçu en 1978 par Victor Newman et Nikki alors qu'ils étaient séparés. Il nait le 31 décembre 1978, alors que Nikki est partie de Genoa pendant sa grossesse. Nick a grandi avec sa mère Nikki et Jack, son beau-père, de qui il est très proche. Mais Victor et Jack se haïssent, ce qui cause un problème à Nick qui les aime autant l'un que l'autre. Étant jeune il apprécie énormément le football et participer au tournoi junior de baseball.
- Alors que Nick a 10 ans, Nikki décide qu'il est temps d'envoyer son fils dans un pensionnat en Suisse...

### Sharon et Nick
- Nick revient à Genoa à l'âge de 16 ans, il va au lycée, rencontre Amy Wilson et sort avec elle. Quand Amy lui présente sa meilleure amie Sharon Collins, ils tombent follement amoureux l'un de l'autre. Ils seront élus roi et reine du lycée et sortiront ensemble. Matt Clark, l'ex de Sharon, porte plainte contre Nick pour tentative de meurtre, Nick est condamné à 15 ans de prison, mais sera disculpé quand Amy avouera que c'était elle. En prison Nick rencontre Larry Walton, qui le déteste car il est riche. Plus tard, en 1996, Sharon et Nick se marient malgré le mécontentement de Nikki. Nick couche deux fois avec Grace Turner la meilleure amie de Sharon, la première fois il est ivre ; la deuxième conscient de ses actes.
- Nick et Sharon ont un fils Noah et adoptent Cassie la fille que Sharon a eue à l'âge de 16 ans avec Franck Barrit. Nick et Sharon achètent le “Néon écarlate”, le café où ils passaient tout leur temps quand ils étaient jeunes.
- En 2000, Matt poursuit sa vengeance, et s'arrange pour prouver que Nick est un trafiquant de drogue, mais celui-ci sera sauvé grâce au témoignage de Larry Walton et Tricia Dennison, les complices de Matt. Plus tard Larry deviendra un ami des Newman et sera très proche de Cassie.
- En 2002, Sharon retombe enceinte mais après une dispute avec Nick elle tombe dans les escaliers et fait une fausse couche. Après cette épreuve, Sharon couche avec Diego, un employé du Néon écarlate. Un soir, alors que Nick vient lui pardonner, il surprend sa femme et son père, Victor, qui s'embrassent. Sharon part quelque temps sans donner de nouvelles. Pendant ce temps, Cassie tombe dans le lac du ranch Newman, mais sera sauvée in extremis par sa tante, Victoria. Nick en veut beaucoup à Sharon d'être absente dans ces circonstances. Mais au retour de Sharon, Nick lui pardonne ; mais Nick se venge de son père en le dénonçant aux autorités dans l'affaire Saffra-Tuvia (voir Victor Newman), à la suite de quoi Victoria quittera la ville, déçue par son père.
- En 2004, Nick sauve Sharon de Cameron, qu'elle avait rencontré lorsqu'elle avait fui la ville et qui la fait chanter (voir Sharon). Nick retombera dans les bras de Grace Turner

### La mort de Cassie
- Cassie est aujourd'hui âgée de 15 ans, et ment beaucoup à ses parents pour pouvoir sortir. Un jour elle demande à son père d'aller chez une copine alors qu'elle était punie, il acceptera. En fait elle souhaite suivre Daniel Romalotti dont elle est amoureuse. Daniel va beaucoup boire et Cassie décide de le ramener en voiture ; ils ont un accident et Cassie succombe à ses blessures. Nick délaisse son poste de PDG de Newman entreprises pour pourchasser Daniel Jr et Lily qui ont fugué ; en effet tout accuse Daniel d'avoir causé l'accident et Cassie n'a pas eu le temps de dire que c'est elle qui conduisait.
- Nick retrouve les fugitifs et livre Daniel à la police. Daniel sera libéré grâce à Nick, qui sous l'influence de Sharon amène au procès la botte que Cassie portait ce jour-là ; en effet dans la voiture on avait trouvé un talon de chaussure coincé sous l'accélérateur, preuve alors irrecevable vu qu'il manquait la botte. Cet élément permet de prouver que c'était Cassie qui était au volant.

### Phyllis et Nick
- À la suite de ce drame Nick s'éloigne de sa femme et se rapproche de Phyllis et ils ont une liaison. Sharon et Nick décident de vendre le Néon écarlate à Kevin Fisher et Mackenzie Browning. Nick et Phyllis sont surpris par Daniel en train de faire l'amour.
- Sharon a des soupçons et organise une soirée pour leur dixième anniversaire de mariage dans la suite où Phyllis et Nick ont l'habitude de se rendre, elle le confond, il lui avoue que c'est elle qu'il aime mais ils divorceront peu après
- Phyllis se rend compte qu'elle est enceinte, elle épouse Nick le 24 octobre 2006 et Summer Ann Newman naît aidée par Jack, l'ex de Phyllis, un jour de tempête de neige dans l'ascenseur de chez Newman Entreprise alors que Nick sauvait Lily et Daniel d'un accident de voiture.
- En juin 2007, le jet privé des Newman dans lequel se trouvait Nick s'écrase, Nick est porté disparu mais il est en fait sauvé par Logan Armstrong. Il revient à Genoa avec Logan mais amnésique, ne se souvenant pas des deux dernières années, et croyant toujours être marié à Sharon. Il veut reconquérir Sharon, mais revient sur sa décision et réapprend à aimer Phyllis et à connaitre Summer, sa fille. Ils renouvellent leurs vœux, mais Phyllis sera arrêtée et condamnée à 6 ans de prison pour chantage sur Brad Carlton et Sharon qui avaient contribué à la mort de Drucilla Winters lors d'une dispute entre les deux femmes en avril 2007. Elle sera libérée 2 mois plus tard.

### Le triangle amoureux: Sharon, Nick et Phyllis
- Alors que Jack et Sharon, (maintenant mariés) et Phyllis et Nick n'ont plus de travail ils décident de créer un magazine de mode, Restless Style. Jack arrive à intéresser Eric Forrester (d'Amour, Gloire et Beauté) à un partenariat entre Forrester Creation et Restless Style ; Victor qui ne supporte pas l'alliance de Jack, Nick, Sharon et Phyllis décide de leur mettre des bâtons dans les roues et arrive à persuader Eric de ne pas faire ce partenariat. Mais après le lancement du magazine, Eric reviendra sur sa décision et acceptera la proposition.
- La fille d'Eric, Felicia Forrester vient travailler à Genoa pour le magazine avec Nick, ils auront même un flirt.
- Alors qu'un article scandaleux sur Sabrina, la nouvelle femme de Victor, apparait dans le magazine, Victor décide de rayer Victoria et Nick de son testament pour tout remettre à Victor Newman jr, leur demi-frère. Ainsi commence la haine entre les deux frères. Victor décide aussi d'embaucher Victor jr ; Nick pense même que son père souhaite nommer Victor jr héritier de Newman Entreprise.
- Quand Sabrina meurt, Victor part au Mexique et Neil Winters s'occupe de l'entreprise. Il nomme Victoria PDG de NE au grand dam de Nick. Victor sera annoncé comme mort et Victor jr "Adam", deviendra le PDG virant Victoria et Neil et mettant même Zapato le fidèle chien de Victor à la fourrière. Mais Victor n'est pas mort du tout ! de retour il virera Adam, et réengagera Victoria et Neil.
- Nick et Sharon se retrouvent à Paris et s'embrassent devant Phyllis qu'ils croyaient à Genoa. Phyllis se confronte à Nick et lui pardonne. Nick et Sharon font l'amour un soir où leur fils Noah a failli mourir. Grâce à Victor, Nick rachète les parts de Jack dans Restless Style ce qui fait de lui le propriétaire du magazine.
- Sharon s'aperçoit qu'elle est enceinte, en l'apprenant, Nick décide de revivre avec elle. Mais quand Summer tombe dans le coma, Sharon décide de faire croire à Nick que c'est Jack le père, afin que Nick retourne avec Phyllis et sa fille ; en août 2009 ils renouvellent leurs vœux. Sharon est internée en HP à cause de sa kleptomanie. En allant lui rendre visite Nick surprend une conversation dans laquelle Sharon déclare à Doris, sa mère, que Nick est le père de sa future fille.

### De la naissance de Faith à la "mort" d'Adam
- Alors que Phyllis décide de partir avec Summer en Suisse pour la faire soigner, Nick se rapproche de plus en plus de Sharon depuis qu'il sait qu'il est le père de sa future fille qu'ils décident d'appeler "Faith". En septembre 2009, Sharon accouche dans le même H P qu'Ashley, celle-ci fait une grossesse nerveuse, en effet Adam la rend folle depuis des mois, un jour il la fait tomber dans les escaliers et elle perd son bébé ; Adam fait du chantage au médecin qui fera croire à Ashley que son bébé va bien, elle fait donc une grossesse nerveuse.
- Lors de l'accouchement Sharon s'évanouit, Adam en profite pour prendre Faith et la donner à Ashley lui faisant croire que c'est sa fille, elle l'appelle Faith Newman, en l'honneur de l'enfant que Sharon et Nick viennent de perdre. Sharon et Nick sont effondrés par la mort de leur bébé et décident de faire incinérer le corps sans le voir.
- Après cette dure épreuve, Nick dit à Phyllis que c'est avec elle qu'il veut être. Ils revendent Restless Style à William. Fin 2009, Sharon entame une relation avec Adam, Nick jaloux essaie de les séparer. Adam le remet à sa place en lui disant que sa femme, c'est Phyllis. Quelques mois plus tard, Nick et Sharon découvrent que leur fille est toujours vivante (Adam l'avait volée après sa naissance et fait croire à Ashley que c'était son bébé). Les relations entre Nick et Phyllis se détériorent, celle-ci ayant le sentiment qu'une partie du cœur de Nicolas appartiendra toujours à Sharon.
- Lors du bal des policiers, Adam arrive à s'échapper et retrouve Sharon et Faith dans leur chambre d'hôtel à l'Athlétic Club. Nicholas arrive et sort de ses gonds mais Adam arrive à s'échapper. Nicholas le poursuit.
- Nicholas prévient tout le monde qu'il y a une fuite de gaz au sous-sol et que tout le monde doit évacuer. Une explosion retentit. Phyllis tombe de sa chaise roulante et s'évanouit un temps. Mais Nicholas vient la sauver.
- À ce bal, le "corps" d'Adam est découvert. Les légistes déclarent la mort d'Adam et parlent d'homicide volontaire. L'arme du crime est un stylo, cadeau de Victoria à son frère Nicholas. Le stylo a été planté en plein cœur.
- Lorsque la police vient faire une perquisition chez eux, Phyllis complote avec Sharon pour cacher la veste de Nicholas. Cette dernière jette la veste de Nicholas dans une benne derrière le bar Jimmy. Un sans-abri la récupère et Mackenzie Browning la donne à la police.
- Première suspecte du meurtre, Victoria est envoyée en prison mais Nicholas préfère dire à la police que c'est son stylo et qu'il a effectivement rencontre Adam et son père dans le sous-sol mais déclare ne pas l'avoir tué.
- Nicholas est donc envoyé en prison et attend son jugement. Comme à leur habitude, Phyllis et Sharon se disputent au poste de police se lançant des reproches.
- Au moment où Nicholas devait passer devant le juge, Victor se rend au commissariat pour dire qu'il est le meurtrier d'Adam.
- Cependant, Sharon reçoit le courrier d'Adam et trouve une lettre de la banque d'Adam qui confirme que son compte a bien été vidé au 1er avril 2010 alors que ce n'est pas possible puisqu'il est censé être mort : Sharon la montre aux autres et ils finissent par déduire que la personne qui a été retrouvée calcinée le soir du bal n'est pas Adam mais un autre homme. Victor & Jack réussissent à remonter sa trace au Brésil. Ils le trouvent dans un hôtel de Sao Paulo avec sa complice Skye Lockhart et le ramène de force à Genoa. À leur retour, Sharon fait comprendre à Adam à plusieurs reprises qu'elle ne veut plus du tout avoir affaire à lui. Par amour, il décide de respecter sa volonté.

### De ses retrouvailles avec Sharon à la mort de Skye
- Quelques mois plus tard, le 30 septembre 2010 (autour d'avril 2014 en France sur TF1), Nick et Sharon organisent une fête pour le premier anniversaire de leur fille Faith. À la fin de cette fête, Nick et Sharon se rapprochent. Quelques jours plus tard, lorsqu'il repart travailler, Nick embrasse Sharon. Cela sera un début de réconciliation. Début novembre 2010, alors que Nick vient tout juste de divorcer de Phyllis, ils se rapprochent encore plus et couchent ensemble. Le 15 novembre, il la demande en mariage et elle dit "oui". Mais Sharon, se sentant confuse des sentiments qu'elle éprouve pour Nick et Adam, décide de partir pour la Nouvelle-Orléans. Adam, Nick, Michael et Phyllis la suivent. Là-bas, elle retombe dans les bras d'Adam mais se rend finalement compte qu'elle veut être avec Nick. Cependant juste après, Adam est arrêté pour le meurtre de Skye.

Nick est horrifié quand il voit Sharon et Adam ensemble avant l'arrestation de celui-ci. Elle essaie de lui expliquer qu'elle est sûre qu'elle veut être avec lui maintenant mais Nick décide d'annuler leurs fiançailles et de la quitter, d'autant plus quand il apprend qu'elle a couché avec Adam à la Nouvelle-Orléans.
- Sharon engage Leslie Michaelson, une avocate qui travaille pour le compte de Vance Abrams afin de défendre Adam parce qu'elle croit en son innocence. Elle décide alors de prouver l'innocence d'Adam et se met tout le monde à dos. De plus, Phyllis publie un article scandaleux sur elle qui l'isole de tout le monde et même sa famille puisque Noah ne veut plus lui parler et Nick est sur le point de demander la garde exclusive de Faith. Finalement, Adam est relâché, faute de preuve. Sharon et lui découvrent bientôt que Skye est toujours en vie et pensent que Victor l'a aidé à monter sa mort. Les vêtements ensanglantés de Skye sont retrouvés à côté de la gare cachés près d'une benne à ordure. Adam est de nouveau arrêté. Sharon cherche des éléments qui pourront prouver que Skye est toujours en vie. C'est alors qu'Adam se souvient qu'elle commandait souvent un parfum très rare, vendu dans une seule boutique dans le monde entier. Grâce à Jack, elle trouve le nom de ce parfum, la boutique qui le vend et une commande récente passée depuis Hawaï. Le 29 décembre 2010 (épisode diffusé en France le 23 juin 2014 sur TF1), Sharon décide de s'y rendre pour retrouver Skye, bien qu'Adam ne soit pas si enchanté qu'elle y aille seule. Arrivée à Hawai, elle trouve l'hôtel de Skye et commence à questionner les clients et le propriétaire, Koa. Tout le monde dit ne pas la connaître. Dans la foulée, un moniteur de randonnée lui propose de faire une excursion sur le volcan de l'île. Elle refuse dans un premier temps mais après qu'Adam lui a dit, par téléphone, qu'elle trouvera sûrement Skye là-bas, elle accepte. Elle finit par retrouver Skye près du cratère du volcan et lui dit toute la vérité. Skye refuse de retourner à Genoa. Sharon décide alors de prendre une photo d'elle en vie pour la montrer à la police de Genoa, seulement en tentant de lui prendre l'appareil photo des mains, Sharon se défend et Skye tombe dans le cratère. Sharon la tient et essaye de la remonter. Skye refuse et glisse volontairement dans le cratère. Elle tente ensuite d'expliquer ce qu'il s'est passé aux autorités locales, qui ne la croient pas du tout.

### De l'arrestation de Sharon à la déclaration de sa mort
- De retour à Genoa et sans preuve, Sharon clame qu'elle a vu Skye à Hawaï mais qu'elle est morte sous ses yeux. Naturellement, personne ne la croit, dans un premier temps. Cependant Jack, curieux de savoir si Victor aurait seulement pu faire inculper son fils pour un crime qu'il n'a pas commis, se rend à Hawai et constate finalement que Skye était bien à là-bas avant de mourir en découvrant sous les décombres de sa cabane (que Victor a brûlé) son parfum ainsi que son porteclé. Adam finit par être libéré et Sharon lui propose d'emménager chez elle. Il accepte. Quand Nick l'apprend, il demande immédiatement la garde exclusive de Faith mais il ne l'obtient pas car rien ne peut empêcher Faith d'être avec sa mère. Mais quelques jours plus tard, Sharon est arrêtée pour le meurtre de Skye. En effet, après avoir écouté ses dires quant à la nuit où Skye est morte, la police pense qu'elle a volontairement lâché la main de Skye au-dessus du cratère afin de la tuer. La juge des enfants revoit alors sa décision et décide d'accorder la garde exclusive de Faith à Nick (épisode diffusé en France fin juillet 2014 sur TF1). Parallèlement, Nick se rapproche de Diane Jenkins de retour en ville et finit par coucher en janvier 2011. Ils entament alors une relation secrète que Victor ne doit pas découvrir car ce que ne sait pas Nick, c'est que Diane s'est rapproché de Victor depuis son retour, qui lui a donné un travail et un toit, et ils ont couché ensemble. Mais le 14 février (épisode diffusé en France le 8 aout 2014 sur TF1) en allant chez Nick, il voit Diane et lui qui couchent ensemble. Alors, il l'appelle, prétextant qu'il a besoin d'elle pour le travail et lui demande de le rejoindre au Gloworn. Elle laisse donc Nick et rejoint Victor mais arrivée au Gloworn, elle comprend que ce n'est pas une réunion de travail mais une soirée en tant que couple en ce jour de Saint-Valentin. Gloria tient une fête dont les bénéfices seront reversés à une association militant contre la maltraitance des animaux, en façade, car en réalité, elle souhaite juste avoir du monde dans son bar ce jour-là. Et donc à la fin de la soirée, Victor annonce devant tout le monde qu'il compte verser un gros chèque à Gloria pour cette association et présente Diane comme la femme de sa vie avant de l'embrasser. Nikki, présente aussi, et Nick, qui est finalement venu à la soirée, n'en reviennent pas. Après cette soirée, Nick voit clair dans le jeu de Diane et rompt avec elle. Cependant, bien qu'elle soit attirée par son argent, Diane ressent tout de même de vrais sentiments pour lui et va tenter de lui dire plusieurs fois mais en vain.
- Le 29 mars 2011, c'est le début de son procès. Le 8 avril, la sentence tombe : Sharon est reconnue coupable du meurtre de Skye. Après la sentence, Sharon est effondrée. Grâce à un plan d'Adam, elle parvient à s'évader. Elle et lui doivent se rejoindre à la Nouvelle-Orléans. Nick & Phyllis comprennent tout de suite qu'Adam l'a aidé à s'évader et que probablement ils vont se rejoindre. Alors ils le prennent en filature jusqu'à Saint-Martin mais Adam les amène sur une fausse-piste. Sharon, à la Nouvelle-Orléans, décide de s'arrêter dans un hôtel en bord de route. Seule dans sa chambre, elle réalise qu'elle inflige à ses enfants la honte d'avoir une mère accusée de meurtre et en cavale et prend conscience des erreurs qu'elle a accumulées. Elle décide alors de ne pas attendre Adam et de partir en cavale seule. Avant de partir, elle écrit 3 lettres d'adieu pour Adam, Noah et Faith qu'elle laisse sur la table de chevet. De nouveau sur la route, Sharon se fait attaquer par un couple qui lui vole sa voiture mais aussi ses bijoux dont sa bague de fiançailles. N'ayant plus de papiers ni de voiture, elle erre au bord de la route jusqu'au moment où elle trouve un dinner dans lequel elle s'arrête pour manger. Pendant ce temps, Adam arrive à l'hôtel de Sharon mais constate qu'elle n'est pas là. Le propriétaire le fait entrer dans sa chambre et là, il tombe sur les lettres qu'elle a laissées. Il lit celle qui lui est adressée et comprend que Sharon ne l'a pas attendu. Il est encore sous le choc par rapport à ce qu'il a lu quand le propriétaire l'informe qu'il y a eu un accident de voiture non loin de l'hôtel et que la voiture correspond à celle de Sharon. Au dinner, Sharon entend aussi qu'il y a eu un accident de voiture mais que la conductrice en est morte, gravement brûlée et "qu'il pourrait s'agir de Sharon Newman à cause de la photo du faux permis de conduire retrouvé dans son sac côté passager". Elle comprend alors que c'est la femme qui lui a volé sa voiture qui est morte et qu'on pense que c'est elle-même. Sharon paie et s'en va immédiatement du dinner. Elle se dit que c'est peut-être mieux qu'on la pense morte finalement. Adam, lui arrive sur le lieu de l'accident et voit l'ampleur des dégâts. Plus tard, il va reconnaître le corps et en voyant la bague de fiançailles de sa mère qu'il a donnée à Sharon au doigt du cadavre, il confirme au médecin légiste que c'est bien elle. Elle est alors officiellement déclarée morte le 15 avril 2011 (épisode diffusé en France début octobre 2014 sur TF1). Au petit matin, Sharon continue d'errer dans le désert jusqu'au moment où elle trouve une grange qui semble abandonnée. Elle prend des duvets et s'endort sur du foin. Mais alors qu'elle dort, un homme la réveille. Tout d'abord effrayée, Sharon se lève vivement et le menace avec une fourche. Mais l'homme lui dit qu'il ne lui veut aucun mal et qu'elle est dans sa grange. Finalement, Sharon pose la fourche et s'excuse. Au moment de partir, une des brebis de l'homme s'apprête à mettre bas. L'homme lui demande son aide. Elle accepte et ensemble aident la brebis à mettre bas. Ensuite l'homme se présente à Sharon en lui disant qu'il s'appelle Sam Gibson et elle, lui donne un faux nom : Sheri Coleman.

### Le retour de Sharon
- Le 18 avril 2011 (épisodes qui seront diffusés en France autour de novembre 2014 sur TF1), on apprend que Sharon vient de mourir dans un accident de voiture. Toute sa famille est anéantie. Quelques jours plus tard, auront lieu ses funérailles où Nick tient un discours en mémoire de son ex-femme, la mère de ses deux enfants Noah et Faith. Et là, il dit qu'elle a toujours compté pour lui et qu'elle a été son premier grand amour. Mais Sharon est au Nouveau Mexique et toujours en vie. Elle est recueillie par un vétérinaire, Sam Gibson. Durant toute cette période, Adam ne cessera de chercher des preuves de l'innocence de Sharon.
- Le 8 juillet, Nick, Doris, Noah et Faith lui rendent un dernier hommage. Sa mère dit qu'elle a été "sa baby girl". Noah parle pour lui et sa petite sœur. Il lui dit qu'il l'aime et qu'elle lui manque. Nick dit qu'elle a été son premier amour et sa meilleure amie malgré leur divorce. Puis sur le pont du parc de Genoa, il disperse ses cendres pour qu'ils puissent tous faire leur deuil. Pendant ce temps à la Nouvelle-Orléans, Sharon fait à sa nouvelle vie. Sam la sent beaucoup plus sereine, c'est alors qu'il lui propose d'aller au bal de la ville avec lui. Elle refuse. Cependant, Sam doit quand même y aller parce qu'il s'est engagé à aider pour les préparatifs. Après le départ de Sam, Piper arrive, en pensant partir à la fête avec "Sheri" mais celle-ci lui annonce qu'elle ne compte pas y aller. Elle accepte finalement quand elle lui dit que c'est la première fois que Sam se rend au bal depuis que sa femme l'a quitté. Elle fait donc une surprise à Sam en arrivant à la fête, avec Piper, avec la robe qu'il lui a achetée. Sam lui présente ses amis, dont le policier qu'il l'a arrêté sur la route après son évasion, la propriétaire du dinner dans lequel elle est allée après s'être faite volé sa voiture et enfin le père de Piper, policier aussi. Au cours de la fête, l'homme qui a volé sa voiture tente de voler celle de la propriétaire du dinner. Il est maîtrisé par les amis policiers de Sam, qui le ramènent à l'intérieur de la grange où a lieu la fête pour que la femme le reconnaisse. Sauf qu'en entrant, il reconnaît parfaitement Sharon, de même qu'elle. Les amis policiers de Sam l'amènent dehors et là il leur explique que Sharon Newman est bien en vie et à l'intérieur. Ils rentrent dans la grange et arrête Sharon devant tout le monde. Sam ne comprend pas, Sharon a juste le temps de lui dire qu'elle lui a menti à propos de son identité et qu'elle est désolée. Piper est en larmes. Au même moment, Adam trouve la carte mémoire de l'appareil photo de Sharon contenant la vidéo avec Skye juste avant sa mort. Il peut donc laver le nom de sa bien-aimée.
- La nouvelle quant à l'arrestation de Sharon se répand le soir-même à Genoa. Ce sont tous d'abord Nick et Phyllis qu'ils l'apprennent par téléphone, puis Noah à la télé et enfin Jack et Adam sur Internet. Le 11 juillet (épisodes qui seront diffusés en France fin décembre 2014 sur TF1), elle est transférée à Genoa. Phyllis se rend au poste pour voir Sharon de ses propres yeux. Nick la suit et lui demande de s'en aller pour éviter un scandale. Il demande des explications à Sharon mais en les entendant, il pète un plomb. Il n'arrive pas à croire qu'elle n'ait pas pensé que se faire passer pour morte a été douloureux pour tous ses proches. Il la blâme pour ce qu'elle a fait et s'en va. C'est ensuite Adam qui parle avec elle. Il est plus heureux que jamais, ayant rêvé que ce jour arrive. Il ne lui en veut pas du tout. Sharon est heureuse aussi mais elle se sent coupable de l'avoir trompé avec Sam. Elle décide alors de tout lui dire sauf qu'Adam, vraiment très heureux, ne la laisse même pas parler. C'est alors que Sam débarque ! Sharon n'en revient pas, Adam se retourne et le voit. Les deux hommes comprennent alors ce qu'ils sont pour Sharon. Sharon tente de le retenir mais Adam s'en va, se sentant trahi. Quand il apprend que sa mère est en vie, Noah refuse d'aller la voir. Mais Eden, finalement, réussit à le convaincre d'aller la voir. Leurs retrouvailles sont émouvantes. Noah dit à sa mère qu'il lui pardonne tout. De plus, il lui dit qu'Adam a trouvé la preuve de son innocence. Mais pendant ce temps, Adam, fou de rage d'avoir été trompé, jette la carte mémoire depuis le pont du parc. Le lendemain, Sharon a une discussion avec Sam. Elle s'excuse encore de lui avoir menti. Elle répond à toutes ses questions mais au bout d'un moment, elle lui demande de partir, retourner au ranch et à sa vie de vétérinaire seul en oubliant qu'il l'a rencontré et ce qu'il s'est passé entre eux. Sam refuse de partir pour le moment, il veut en savoir plus sur ses déboires judiciaires et à partir de là, il décidera de ce qu'il fera. Finalement, c'est Victor qui le convainc de rester pour Sharon. Ensuite, Sharon demande à Adam de venir la voir. Elle lui explique tout, avec Sam. Adam lui dit qu'il est très déçu qu'elle n'ait pas essayé de le contacter parce qu'il aurait été prêt à l'aider. Sharon lui dit alors qu'elle l'a vu à la fête du plus bel agneau de San Pueblo mais qu'elle n'a pas été le voir pour ne pas l'impliquer dans sa cavale. Quand elle lui demande pour la preuve de son innocence, Adam lui ment ouvertement en lui disant qu'il n'a finalement rien trouvé. Malheureusement, sans cette épreuve, rien ne peut la sauver. Le lendemain, la juge la condamne à 25 ans de prison pour meurtre avec préméditation et 5 ans en plus pour s'être évadée. Sharon est bouleversée. Victor, qui est venue à l'audience, lui promet qu'il la sortira de prison. Mais Sharon a perdu tout espoir. Cependant, Victor engage l'une des meilleures avocates du pays, Avery Bailey Clark, afin de mettre le maximum de chances de son côté.

### La mort de Diane
- Fin juillet, alors que Nick & Phyllis couchent ensemble au bureau, Diane les surprend et dans un excès de jalousie, elle la jette violemment au sol. Quand Phyllis se relève, elles commencent à se battre. Nick les sépare. Quand Nick lui demande ce qu'il lui prend, elle lui dit qu'elle était dégoutée de les voir en train de faire l'amour comme des bêtes alors qu'eux avaient couché ensemble tendrement. Phyllis n'en revient pas qu'il ait pu coucher avec elle mais Nick lui dit que c'était une erreur même si ce n'était pas la seule fois. Alors elle jubile, exprime toute sa joie à Diane en lui disant qu'elle a perdu cette fois-ci et qu'elle ferait mieux de s'en aller car personne ne veut d'elle à Genoa. Les mots de Phyllis blessent Diane, elle s'en va, au bord des larmes. Nick lui court après, au grand dam de Phyllis. Diane lui dit qu'elle était venue lui faire ses adieux tout en restant évasive. Nick lui dit alors de ne plus harceler ni approcher Phyllis ainsi que sa famille. Diane accepte et lui demande de la laisser désormais.
- Parallèlement Diane & Adam continuent de comploter contre Victor. Après avoir ruiné l'entrée en Bourse de Newman Entreprises, Adam a décidé de monter la mort de Diane et accusé Victor de son meurtre. Il annule le plan quand il apprend que Diane l'a trahi en le dénonçant au procureur pour le rôle qu'il a joué le jour de l'introduction en Bourse. Le problème est que Diane a déjà envoyé son fils Kyle en Suisse, sans que Jack le sache, et qu'elle doit aller le rejoindre en sachant qu'elle n'a pas un sou. Elle doit donc se débrouiller pour trouver l'argent qu'il lui faut. Grâce à Deacon Sharpe, elle est en possession de la vidéo dans laquelle Abby avoue qu'elle a renversé Tucker. Avant de s'en servir, elle décide de s'attaquer à tous les Newman. Elle commence par poursuivre Nikki, en cure de désintoxication, pour adultère et la rend responsable de l'annulation de son mariage avec Victor. Lorsque Victor apprend la nouvelle par Victoria, il se rend tout de suite à l'Athletic Club pour la confronter. Il lui ordonne de dire publiquement qu'elle a menti pour le nuire car tout ça est faux. Mais Diane, pour le faire enrager, lui montre la photo qu'elle a prise de Nikki et lui au lit au moment où ils étaient encore mariés ainsi que la vidéo de la confession d'Abby quand il la menace. Elle le menace de la diffuser s’il ne lui donne pas d'argent. Pour lui montrer qu'il ne cédera pas à son chantage, il lui arrache la caméra des mains et la jette contre la cheminée. Mais Diane commence à hurler et lui dit ne pas l'approcher, afin de faire croire à ses voisins de chambre qu'il est train de la battre. Après le départ de Victor, elle appelle la police et rapidement Victor est arrêté. Ensuite, elle vend la photo à un magazine qui en fait sa une avec le titre "Once a Stripper, Always a Slut" (Un jour une prostituée, toujours une garce). Quand Victoria appelle le centre de désintoxication pour prévenir sa mère, on lui apprend qu'elle a disparu. Diane rend ensuite visite à Jack. Elle lui avoue qu'elle a envoyé Kyle dans un pensionnat étranger. Jack veut savoir où exactement mais Diane lui fait comprendre que s'il veut Kyle, ce sera avec elle aussi afin de lui donner une famille. Puis elle se déshabille alors que quelqu'un les regarde par la fenêtre et s'en va. Mais Jack refuse de coucher et de se remettre avec elle : il veut seulement son fils. Diane, vexée, lui dit qu'il n'est qu'un donneur de sperme et qu'il ne le verra plus jamais. Juste après, Nick l'appelle et lui demande de la rejoindre au Néon Ecarlate pour discuter à propos de ce qu'elle a fait à sa mère. Quand elle arrive, elle lui explique que ce sont ses ennemis qui l'ont contrainte à faire ça mais que lui n'en fait pas partie parce qu'elle l'aime. Nick lui répète pour la énième fois que ce n'est pas réciproque. Alors elle lui demande de lui donner de l'argent en souvenir du bon vieux temps s'il veut qu'elle disparaisse. Mais au même moment, Phyllis arrive et les interrompt. Elle l'insulte de traînée et les deux femmes se disputent. Adam, quant à lui, est sur la passerelle du parc de Genoa et se dit que Diane mérite de mourir pour ce qu'elle lui a fait. Quelques heures après son arrestation, Victor paie sa caution pour sortir de prison. Aussitôt sorti, il appelle Ashley pour la prévenir que Diane sait que c'est Abby qui a renversé Tucker. Ashley confronte Diane juste après au Néon Ecarlate. Celle-ci lui demande de l'argent en échange de la vidéo mais elle refuse catégoriquement de céder à son chantage. C'est alors qu'elle lui avoue qu'elle a bien couché avec Tucker, comme Abby lui avait dit. De rage, Ashley la gifle et s'en va. Ensuite, Diane rentre dans sa chambre à l'Athlétic Club mais elle croise Michael et Victor au rez-de-chaussée. Michael lui demande de quitter la ville dès ce soir pour sa propre sécurité car elle s'est fait beaucoup trop d'ennemis à Genoa. Il lui dit qu'il est prêt à lui donner de l'argent. Diane l'en remercie et lui confirme qu'elle compte partir ce soir-même. Au bar, William se saoule. Victor le voit et lui lance un pic. C'est alors qu'ils se battent jusqu'à tant que des policiers les séparent et arrêtent William. Juste après, Adam interpelle Diane et lui propose de refaire équipe pour nuire à Victor en échange d'argent mais elle, devra revenir sur tout ce qu'elle a dit au procureur. Diane accepte immédiatement. Le plan entre alors en marche le soir-même. Elle se rend au parc. Là, elle reçoit le message confirmant qu'Adam a bien transféré l'argent promis sur son compte en Suisse. Aussitôt, elle appelle Kyle pour lui dire qu'elle est en chemin puis envoie un message à Victor, Nick, Phyllis, Ashley, Tucker, Abby, Jack et Victoria leur demandant de la rejoindre près de la passerelle dans le parc. Le lendemain matin, on les revoit tous, agissant de manière bizarre comme s'ils voulaient cacher quelque chose. Plus tard, en allant pêcher, Murphy retrouve le corps de Diane flottant dans la rivière avec l'arrière de la tête couverte de sang. Il appelle la police. L'équipe médicale arrive rapidement sur place et confirme le meurtre de Diane. L'autopsie révèle qu'elle a été frappée derrière la tête à 10 reprises et qu'elle est morte au bout du 3e coup à peu près. De plus, elle révèle qu'une trace laissée par une bague arborant les armoiries d'Harvard est présente sur son bras ainsi qu'une clé, enfoncée dans sa gorge. En moins de 24h, l'affaire devient une affaire d'État. La police fait appel à un ancien agent du FBI, Ronan Malloy (le fils de Nina volé à la naissance), afin de la résoudre.
- Phyllis & Nick apprennent la nouvelle par téléphone, après avoir fait l'amour. En se rhabillant, elle constate qu'il a une égratignure toute fraîche sur le cou. Il lui explique qu'il a dû se faire ça en allant chercher un jouet de Faith dans les buissons au ranch. Rapidement, ils discutent de ce qui est arrivé à Diane et elle dit qu'elle mérite ce qu'il lui est arrivé, au grand étonnement de Nick. Ronan finit par trouver le portable de Diane. Il interroge tous ceux à qui Diane a envoyé un sms le soir de sa mort, dont Nick. Il l'interroge et Nick nie avoir rejoint Diane dans le parc. Or, il ment et Diane depuis l'au-delà nous le confirme. Nick se souvient avoir rejoint Diane et qu'elle l'a menacé. Ils se sont battus, son portable est tombé, a appelé Ashley et l'a enregistré alors qu'il était en train de dire à Diane qu'il la tuerait si elle faisait du mal à sa famille. Nick se rend compte dès le lendemain du meurtre qu'il a laissé un message sur le répondeur d'Ashley. Il lui demande si elle n'a pas reçu un message assez étrange de sa part sur son répondeur, surprise, elle lui répond que non et qu'elle a perdu son portable sans lui dire qu'elle l'a perdu dans le parc le soir du meurtre de Diane parce qu'elle aussi l'a rejoint. En effet, Ashley se souvient parfaitement avoir rejoint Diane et de l'avoir confronté à propos de la vidéo-confession d'Abby et de son aventure avec Tucker. Comme à son habitude, Diane l'a provoqué et Ashley l'a violemment poussé au sol en lui disant qu'elle n'en avait pas fini avec elle et c'est à ce moment-là que son portable est tombé. Pour éviter que la police puisse trouver son portable, elle décide d'aller le chercher dans le parc lorsque Nick la surprend. Ashley lui demande ce qu'il fait ici, lui de même. Ils sont alors obligés de s'avouer qu'ils étaient avec Diane la veille mais qu'ils ne l'ont pas tué. Nick révèle à Ashley pourquoi il voulait savoir si elle n'avait pas reçu son message sur son répondeur. Ashley comprend mieux. Malheureusement, ils ne parviennent pas à retrouver le portable d'Ashley, ce qui les angoisse beaucoup. D'autant plus que quelques jours après, Nick commence à recevoir des appels d'un numéro masqué qui lui tourne en boucle les menaces qu'il a proférées à Diane. Il en informe Ashley. Tous deux comprennent que quelqu'un a trouvé le portable d'Ashley et que cette personne sait qu'ils étaient dans le parc le soir de la mort de Diane. Il change de numéro pourtant, il continue à recevoir ces mystérieux appels. Ensuite, c'est Ashley qui reçoit une lettre contenant une photo d'elle dans le parc le soir du 1er aout qui a été prise par la caméra de surveillance du parc qui a justement été volée. Elle en parle à Nick, qui décide de faire analyser l'enveloppe pour voir si l'expéditeur n'a pas laissé une empreinte dessus. Très vite, il obtient les résultats : une empreinte biologiquement proche des siennes a été retrouvée sur l'enveloppe. Pour Nick, l'expéditeur ne peut être qu'une seule personne : Adam. Quelques jours plus tard, Nick reçoit une lettre de rançon dans laquelle on lui demande 50 000 dollars sinon la police sera informée de son coup de fil à Ashley. Il appelle Ashley et la lui montre mais Phyllis arrive et les interrompt. Elle veut savoir ce qu'il se passe alors Nicholas finit par tout lui raconter. Quant à Ashley, elle se rend au procès que Tucker a intenté à sa mère pour récupérer Jabot. Phyllis propose à Nick d'aller au rendez-vous afin de coincer celui qu'ils pensent être Adam. Mais cette lettre de rançon s'avère être un piège orchestré par Ronan afin de savoir pour Nick a appelé Ashley le soir de la mort de Diane. Cependant, Nick & Phyllis parviennent facilement à se sortir de cette situation en condamnant les méthodes de travail de Ronan.

### Avery, la sœur de Phyllis
- Quelques jours plus tard, Avery, l'avocate de Sharon apprend à Nick qu'elle a réussi à organiser un nouveau procès pour Sharon et qu'elle aura besoin de lui pour témoigner. Nick accepte. Peu après, elle appelle Nick et lui donne rendez-vous au tribunal pour discuter de l'affaire. Lorsqu'il arrive au tribunal, il interrompt une discussion entre Avery & Phyllis dans laquelle celle-ci annonce à Avery qu'elle ne souhaite pas que Nick sache qu'elles sont sœurs. Il n'en revient pas, Phyllis lui demande de l'excuser. Elle n'en a parlé à personne parce qu'elle souhaitait oublier sa vie d'avant et avait réussi à le faire jusqu'à l'arrivée d'Avery.
- Lors de la première audition de ce nouveau procès, Adam témoigne contre Sharon, expose son infidélité avec Sam, affirme qu'elle a voulu abandonner ses enfants et dit qu'il ne sait pas si Sharon a tué Skye. Mais Avery le discrédite quand elle le fait lire devant la cour le compte rendu du témoignage qu'il a fait après la première arrestation de Sharon dans lequel il dit qu'elle n'aurait jamais pu tuer Skye et qu'elle n'était pas allée à Hawai dans ce but. Sentant que le procès débute mal pour lui, le procureur propose le jour-même une offre à Sharon : si elle plaide coupable, elle ne fera que 18 mois de prison. Sharon accepte au grand regret de Victor et Avery. Pour lui faire changer d'avis au dernier moment, Avery demande à Nick d'emmener Noah et Faith au tribunal lorsque Sharon rendra sa décision au juge. Sa stratégie se révèle payante puisqu'en voyant ses enfants, Sharon refuse la proposition du procureur. Elle ne veut pas reconnaître quelque chose qu'elle n'a pas fait. Après avoir entendu qu'Avery était la nouvelle avocate de Daisy Carter et que celle-ci avait déposé une injonction contre Phyllis pour l'obliger à lui ramener Lucy, Nick décide d'avoir une discussion avec elle. Il veut en savoir plus sur leur enfance et comment elles en sont arrivées là. Avery lui avoue qu'elles étaient très proches plus jeunes et qu'elle idolâtrait Phyllis. De nombreux drames avaient lieu dans leur famille mais elles réussissaient à les surmonter ensemble. De plus, elle lui avoue qu'elles adoraient jouer aux jeux vidéo ensemble. Nick lui avoue alors que Phyllis et lui jouaient aussi aux jeux vidéo quand ils étaient mariés. Après cette discussion, Avery semble voir Nick autrement.
- Le 7 octobre 2011, Phyllis apprend par Malcolm que Devon est le fils de Tucker. Elle décide d'écrire un article dessus mais Nick refuse catégoriquement. Cependant, ne faisant qu'à sa tête, elle le publie en ligne quand même. Quand elle le dit à Nick, ils se disputent et il s'en va à l'Athlétic Club. Après s'être violemment disputé avec Danny, elle décide de le rejoindre mais elle a la mauvaise surprise de le voir avec Avery.
- Peu avant Halloween, tous les suspects du meurtre de Diane sauf Adam reçoivent un message de Ronan qui leur demande de les rejoindre dans un entrepôt à la sortie de l'autoroute pour discuter car il y a une fuite au poste. En réalité, ce n'est pas Ronan qui leur a envoyé les messages car quelqu'un lui a volé son portable alors qu'il surveillait la maison de Geneviève Atkinson (la petite amie de Jack) quelques heures plus tôt. En pensant que le message vient de Ronan, tous vont à l'entrepôt et sont surpris les uns les autres de s'y voir. Puis soudain, un film se déclenche, montrant les dernières images de chacun des suspects avec Diane au parc, souvent avec de la violence, ce qui les rend suspicieux les uns envers les autres. Le fait que Ronan ne soit pas là les intrigue mais ils en profitent pour cacher le lecteur avant qu'il n'arrive. C'est alors que Nick et Victor commencent à se demander si ce n'est pas Adam, le seul suspect du meurtre qui n'est pas là, qui les a réunis ici. Mais, parallèlement, Adam a lui aussi été contacté anonymement pour aller à la foire aux citrouilles. Arrivé, là-bas, il ne voit personne mais soudain, il voit une citrouille habillée d'une tenue de bonne sœur. Pour lui, il n'y a alors plus l'ombre d'un doute, Patty Williams est de retour ! C'est alors que l'on voit à l'hôpital Myrna Murdock, la gouvernante de Geneviève, couverte de bandages, après avoir été gravement brûlée ce dans l'explosion du manoir de Geneviève le soir même, exceptée au niveau de la jambe gauche, là où elle a le tatouage d'un chat noir, le même que celui de Patty. Myrna est donc Patty et c'est apparemment elle qui les tourmente avec les indices et la caméra de surveillance qu'elle a volés dans le parc la nuit du meurtre.
- Pour prouver la culpabilité d'Adam, Nick décide de montrer la première photo qu'Ashley a reçue anonymement et les résultats du test ADN de l'empreinte qui était dessus, indiquant qu'elle appartenait à une personne qui avait un ADN très proche du sien. Mais Ronan pense que Nick a monté en quelque sorte cette preuve pour reporter les soupçons qu'il a sur lui sur quelqu'un d'autre. Phyllis décide alors d'aider Nick et pour savoir ce que pense vraiment Ronan, elle le drague et lui fait des avances. Mais, Ronan n'est pas dupe et sait pertinemment pourquoi elle agit ainsi. Cependant, il se montre assez intéressé.
- Peu après, Nick tombe sur Avery au Néon Ecarlate. Ils discutent du procès et celle-ci, très stressée, lui dit que les choses tournent mal pour Sharon. Au bout d'un moment, elle manque de tomber mais Nick la rattrape à temps. Cependant, Phyllis entre dans le café au même moment et les voit enlacés. Jalouse, elle appelle Ronan et lui demande de la rejoindre au magazine en prétextant qu'elle a d'autres choses à lui dire sur l'enquête. Quand il arrive, ils font l'amour sur son bureau mais après se promettent de ne pas recommencer. Le lendemain, Ricky lui montre des photos d'Adam en train d'embrasser langoureusement Heather ivre devant la porte de sa chambre à l'Athlétic Club. Phyllis n'en revient pas et propose à Ricky de les lui vendre. Mais quand celui-ci comprend qu'elle ne l'embauchera pas, il les lui reprend des mains, s'en va et les montre à Avery pour qu'elle puisse les utiliser et montrer qu'il y a un vice de procédure lors de la prochaine séance.
- Le 2 novembre 2011, Phyllis se rend au poste pour avoir une explication avec Ronan après avoir vu qu'il avait fouillé dans son ordinateur après qu'ils ont couché ensemble. Alors qu'il rassemble tout ce qu'il a trouvé dans la rivière, là où le corps de Diane a été retrouvé, après avoir fait draguer l'eau, il tient en main une carte mémoire et Phyllis la reconnaît : c'est la fameuse carte mémoire de l'appareil photo de Sharon ! Ils la lisent pour voir si elle fonctionne et entendent le dernier échange entre Sharon et Skye sur le volcan. Alors ils foncent au tribunal et justement au moment où Avery s'apprête à lui montrer les photos d'Adam & Heather au juge, ils débarquent en disant détenir la preuve de l'innocence de Sharon et apportent au juge la carte mémoire tant recherchée. Le juge retire alors toutes les charges retenues contre Sharon, y compris celle concernant son évasion considérant qu'elle l'a payé tout le temps qu'elle est restée en prison. Sharon n'en revient pas et est plus qu'heureuse. Elle remercie Phyllis en pleurs et celle-ci lui dit de se souvenir, à l'avenir, que c'est elle qui l'a sauvé et non Avery, tout en profitant pour prendre l'enveloppe contenant les photos d'Adam et Heather sans que personne la voie. Elle les poste en ligne tout de suite après. Après qu'un journaliste lui a montré l'article, Avery se rend dans les locaux de Restless Style et confronte Phyllis en lui disant qu'elle a fait ça surtout contre elle. Ricky arrive après et lui apprend qu'il compte porter plainte contre elle. Avery nargue alors Phyllis en lui disant qu'elle le représentera avec joie. Nick arrive à ce moment-là et apprend ce qu'a fait Phyllis. Il n'en revient pas. Phyllis et lui se disputent, Nick rompt avec elle et elle devient littéralement folle. Plus tard, elle reçoit la citation à comparaître et couche une nouvelle fois avec Ronan pour se changer les idées. Au bout d'un moment, Ronan reçoit un appel anonyme avec la voix de Nicholas qui dit à Diane qui la tuera si elle menace sa famille et le dit à Phyllis.
- Le lendemain, elle appelle Nick pour avoir une discussion à tête reposée avec lui sur leur relation mais surtout pour le prévenir de l'appel qu'a reçu Ronan et à son grand étonnement, c'est Avery qui décroche. Elle lui dit qu'il est dans sa chambre mais un peu occupé. Phyllis lui dit que ce n'est pas grave et qu'elle va passer le voir. À son arrivée, elle les surprend en train de se rhabiller et comprend qu'ils ont fait l'amour. En les voyant ensemble, elle a la certitude qu'Avery n'a pas dit à Nick qu'elle passerait justement pour qu'elle les voie au lit. Phyllis est furieuse contre Nick. Elle lui explique pourquoi elle était venue mais lui dit que cette fois, elle ne l'aidera pas. Ensuite, Phyllis se fait arrêter pour avoir volé les photos mais Nick parvient à la faire libérer en trouvant un arrangement avec Ricky.

### Du retour de Nikki à la fin de l'enquête Jenkins
- En novembre 2011, Nikki revient en ville. Très vite, Ronan la suspecte du meurtre de Diane et donc l'arrête pour l'interroger. En apprenant la nouvelle, Phyllis commence à écrire un article qui accuse pratiquement Nikki d'avoir tué Diane mais Nick la surprend. Ils se disputent une nouvelle fois et Nick finit par la renvoyer. Quelques jours plus tard, Nick revend le magazine à William et décide de créer une nouvelle entreprise avec Victoria. Cependant, Nikki finit par avouer à Victor qu'elle a tué Diane alors qu'elle est complètement ivre. Juste après, Ronan arrive avec un mandat d'arrêt pour Nikki mais Victor lui dit qu'il est le meurtrier de Diane. Il demande à Adam de dire qu'il l'a vu tuer Diane dans le parc, ce qui rend son aveu d'autant plus convaincant, en échange de sa place de PDG de l'entreprise. Ainsi, Nick décide réintégrer l'entreprise pour barrer la route à Adam et donc met en parenthèses son projet avec Victoria. Sharon, qui aussi, ne croit pas à la soudaine culpabilité de Victor décide l'aider comme lui l'a aidé quand elle était en prison. Alors, en séduisant Adam afin de gagner sa confiance, elle réussit à lui faire avouer qu'il n'a pas vu Victor tuer Diane. Mais au moment où ils sont le plus proche, Nick les surprend et pense que Sharon retombe dans les bras d'Adam. Il remet une nouvelle fois son jugement en doute. Craignant qu'il ne veuille lui retirer une fois de plus la garde de Faith, elle demande à Avery de la représenter contre lui mais celle-ci lui dit qu'elle ne peut pas étant donné qu'elle a une relation avec Nick.
- Au fil des jours, Nick & Victoria se demandent si ce n'est pas leur mère qui a tué Diane et si leur père ne s'est pas dénoncé pour la protéger. Le jour de son procès, il plaide coupable mais avant qu'elle rende sa sentence, Ronan intervient et dit que des zones d'ombre demeurent dans cette affaire et l'amènent à penser que Victor n'a pas tué Diane. La juge refuse alors les aveux de Victor et reporte son jugement à une date ultérieure. Nikki se rend tout de suite après à la prison pour lui dire qu'elle sait ce qu'elle a fait mais Victor, qui veut la protéger, lui ordonne de s'en aller. Elle retourne au ranch, dépitée, boit et pleure dans les bras de Deacon dans lesquels elle finit par s'endormir. À son réveil, Deacon lui avoue que ce sont Victor et Victoria qui ont tué Diane et qu'elle a essayé de la sauver, d'où le sang sur ses vêtements ce soir-là. C'est alors qu'il lui fait du chantage : soit elle le suit à Las Vegas pour se marier ou il les dénonce à la police. Pour protéger sa famille, elle décide de le suivre. Deacon la force à poser avec lui pour prendre des photos de mariage qu'il fait publier dans un magazine. En apprenant la nouvelle, Victoria & Nick comprennent que c'est leur mère qui a tué Diane et que leur père s'est dénoncé pour la protéger. Pour en avoir le cœur net, elle confronte sa mère. Celle-ci lui dit alors de ne pas s'en faire, qu'elle et Victor la protège et que personne ne saura jamais qu'elle a tué Diane. Choquée, Victoria lui jure qu'elle n'a pas tué Diane. Nikki, abasourdie, comprend que Deacon l'a menti. Au même moment, Nick l'appelle et lui apprend que la juge va accepter les aveux de Victor. Les minutes qui suivent, elle rend son jugement et le condamne à 25 ans de prison. Adam fait alors venir le conseil d'administration de Newman Entreprises pour élire le nouveau PDG de l'entreprise. Grâce à Tucker et au fait que des membres du conseil aient vu Nick s'en prendre à Deacon au Gloworn l'accusant de profiter de sa mère, Adam est élu PDG. En allant chez Ronan afin qu'il l'aide à innocenter son père, Nick tombe sur Phyllis qui sort de la salle de bain. Ils ne nient pas leur relation, Nick ne dit rien dessus. Ronan et Phyllis lui montrent la vidéo qu'il a reçue. Pour eux, personne parmi les suspects n'est coupable; une autre personne les manipule et se joue d'eux.
- La nuit de la Saint-Sylvestre, Phyllis et Nick sont au Gloworn avec Ronan et Avery mais ils ne cessent de se regarder pendant qu'ils dansent avec leur partenaire respectif. Avery rompt avec Nick car elle refuse d'être sa roue de secours. Puis, c'est Ronan qui rompt avec Phyllis après l'avoir accompagné chez elle. Juste après, Nick arrive chez elle. Ils avouent chacun leur tour avoir été plaqué ce soir avant de se retrouver et de faire l'amour. Quelques jours plus tard, Nick lui dit qu'il souhaite se remettre avec elle mais Phyllis refuse, encore sous le choc de sa relation avec sa sœur. C'est aussi à ce moment-là que les habitants de Genoa apprennent que Victor & Sharon sont fiancés ! Quand Nick l'apprend, il confronte son père qui l'accuse d'être jaloux du fait que Sharon refasse sa vie. Il insiste bien sur le fait que son histoire avec elle est terminée. Furieux et outré par le culot de son père, il décide de démissionner de l'entreprise familiale. De plus, il débarque chez Sharon et s'en va avec Faith en lui disant qu'il ne sait tout simplement plus qui elle est. Sharon s'en va immédiatement à la prison et annonce à Victor qu'elle accepte sa demande, n'ayant plus rien à perdre. Victor fait alors pression sur une juge qu'il connait afin qu'elle organise dans la même journée une audience préliminaire pour la garde de Faith sans en parler à Sharon. À la fin de l'audience, la juge accorde à Nick & Sharon la garde partagée. Nick est alors furieux et lui dit qu'elle a vendu son âme à son père.
- Peu après, Ronan dit à Phyllis qu'il a trouvé une page du journal intime de Diane écrite la veille de sa mort dans laquelle elle dit avoir couché avec un homme. Phyllis ne lui dit pas mais elle pense immédiatement à Nick. Alors, elle va le prévenir et le trouve avec Nikki qui lui demande de l'aider à déverrouiller un fichier qu'elle a trouvé sur l'ordinateur de Deacon. Elle parvient à ouvrir le fichier et tombe sur la sextape de Deacon & Diane qui date de la veille de sa mort. Le soir même, Deacon enlève Nikki et lui montre un extrait de vidéo sur laquelle elle tue Diane qui, sur elle, essaie de l'étrangler. Mais Ronan arrive et lui montre les autres images que Deacon a coupé au montage et qui prouvent qu'elle a tué Diane en légitime défense.
- Le soir même, Ronan fait arrêter toutes les personnes impliquées dans la mort de Diane. La police sait, grâce à Deacon que c'est Nikki qui a tué Diane en état de légitime défense mais de nombreuses zones d'ombres demeurent, comme le fait que des coussins avec des phrases renvoyant à chaque suspect aient été trouvés dans sa chambre ou encore la disparition de certains éléments de l'enquête. Deacon avoue que peu avant sa mort, Diane ne voulait plus faire partie du plan d'Adam mais elle avait absolument besoin d'argent pour rejoindre Kyle. Comme personne ne voulait l'aider, elle a accepté de marcher avec Adam le soir de sa mort et a demandé à Deacon de tout filmer. Il a donc filmé Diane en train d'étrangler Nikki et Nikki frappé Diane à la tête. Il a ramassé le téléphone d'Ashley, volé la caméra dans le parc et pris la seringue avant de les cacher derrière le Gloworn. Mais il avoue aussi que quelqu'un a volé toutes ses preuves. Comme aucun des suspects n'est en mesure d'aider la police, le procureur les arrête tous pour obstruction à la justice. Cependant, tout le monde est donc libéré le lendemain, le 30 janvier 2012 (épisode diffusé en France mi-mai 2015 sur TF1) pour le mariage de Jack & Geneviève. Pendant ce temps, Paul décide d'aller au manoir de Geneviève afin de discuter avec Myrna, qui bizarrement disparaît toujours. Patty l'entend arriver et donc s'enfuit. Avec la permission de Geneviève, Il fouille dans sa chambre pour trouver des indices et met la main sur son ordinateur sur lequel il trouve des images des suspects avec Diane filmées par la caméra volée. Plus tard, Deacon avoue qu'une femme était avec lui dans le parc, elle a tout vu mais a dit qu'elle ne dirait rien. Il ajoute qu'il l'a un jour vu rôder derrière le Gloworn et qu'elle était obsédée par les chats. Paul réalise alors qu'il s'agit peut-être de Patty et quand il montre une photo d'elle à Deacon, il confirme que c'est bien elle. Au même moment, Patty vole la robe de Geneviève et se rend à l'église. Dès que la cérémonie commence, elle avance vers l'autel et quand Jack soulève son voile, il la prend pour Emily (qui était en ville quelques jours auparavant et que Patty a imité la veille et le matin même). Folle furieuse, elle lui dit : "c'est Patty !" avant de lui tirer dessus et de s'enfuir. Jack est transporté d'urgence à l'hôpital. Il s'en remet mais devient paralysé. Patty est retrouvée et arrêtée. Au poste de police, elle reconnaît avoir fait coudre les différentes expressions sur les coussins retrouvés dans la chambre de Diane, elle est donc la pièce manquante dans le meurtre de Diane, fermant ainsi le dossier.
- Après avoir brièvement travaillé pour Tucker, Nick retourne à Newman Entreprises.

### Un retour avec Phyllis?
- En février 2012, Avery et Phyllis sont en train de discuter quand leur mère appelle Avery pour lui dire que leur père a fait une crise cardiaque et qu'il est dans un état critique. Avery décide d'aller le voir à Darien et propose à Phyllis de l'accompagner mais celle-ci refuse. À son retour, elle lui apprend qu'il est condamné. Phyllis paraît insensible, cependant elle confie plus tard à Nick qu'elle est déchirée entre aller le voir et régler ses comptes ou ne pas y aller et laisser définitivement son passé derrière elle. Il lui parle de sa rencontre de son grand-père Albert avec son père peu avant sa mort et lui dit que même si ça été un moment difficile, ça leur a permis de mettre une dernière fois les choses à plat. Ainsi, il la motive à partir mais le jour où elle s'en va, Avery réussit à faire libérer Daisy de prison. Une fois libre, elle réussit à récupérer ses droits parentaux sur Lucy puis la garde auprès d'un juge. Elle se fait alors un plaisir d'arracher Lucy des bras de Phyllis. Abattue, Nick vient la réconforter et lui dit une nouvelle fois qu'il souhaite se remettre avec elle. Phyllis accepte à condition qu'il ne l'abandonne pas encore pour Sharon ou bien pour Avery.
- Parallèlement, Ricky, qui a appris pendant la cavale de Patty que c'était Adam qui l'avait aidé à s'évader, se décide enfin à parler de l'implication d'Adam dans l'évasion de Patty. Il écrit un article dessus sur un site spécialisé puis vend l'information à Phyllis pour qu'elle publie un article dans Style & Effervescence. Elle accepte mais se ravise quand elle apprend qu'Adam (aveugle depuis que Patty lui a jeté de l'acide) & Sharon se sont remis ensemble. Cependant, Patty avoue à Paul que c'est Adam qui l'a aidé à s'évader. Alors il le dit à Sharon qui, se sentant trahie une nouvelle fois, le quitte. Nick la prend dans les bras, Phyllis les voit et de rage, elle publie l'article sans citer le nom de Ricky. Après ça, elle & Nick ont une discussion et pour la énième fois, il lui assure qu'il ne ressent plus rien pour Sharon étant donné que c'est elle qu'il aime.
- Peu après, Geneviève engage Victoria en tant que PDG de Beauté de la Nature et se lance dans une course avec Jabot pour remporter un contrat d'exclusivité avec l'entreprise japonaise la plus influente, Mitsokushi. Victor décide de créer une nouvelle ligne de cosmétiques, Newman Cosmetics, à laquelle il souhaite placer Sharon & Nick à la tête. Cependant, Sharon refuse car elle ne pense pas que ce soit une bonne idée de travailler avec son ex-mari. Quant à Nick, il refuse aussi car il ne veut pas mettre en danger sa nouvelle relation avec Phyllis. De plus, les membres du conseil d'administration de Newman Entreprises refusent que Sharon dirige cette nouvelle filiale à cause des nombreux scandales auxquels elle est mêlée et à cause de son manque d'expérience. Mais, Adam interrompt la séance et affiche une position en faveur de la création de Newman Cosmetics et de la nomination de Sharon à sa tête. Le conseil vote la création de la filiale à condition que Nick la codirige. Victor piège Geneviève en l'amenant à prendre rendez-vous avec un contact local de Mitsokushi qui s'avère être un agent spécial infiltré. Cane le découvre et ruine son rendez-vous afin qu'elle n lui verse pas de pot-de vin pour obtenir le contrat. Ainsi, Beauté de la Nature et Jabot laissent le champ libre à Newman Cosmetics : Nick & Sharon arrivent, Sharon part en entretien avec Yoshida et réussit à garder le contrat avec Mitsokushi notamment grâce au fait qu'elle était auparavant la porte-parole de la filiale. Il revient à Genoa tout juste à temps pour l'audience de Danny pour récupérer ses droits parentaux sur Daisy. Après la naissance de son neveu Johnny, Nick découvre que Geneviève a revendu Beauté de la Nature à son père pour pouvoir la diriger avec Newman Cosmetics. Furieux, il accuse son père de les utiliser Sharon et lui pour arriver à ses fins.

### De nouvelles épreuves pour Nick & Phyllis
- Fin avril, Phyllis découvre qu'elle est enceinte et l'annonce à Nick, fou de joie, il la redemande en mariage avec la hâte d'agrandir leur famille. Elle accepte mais craint la réaction de Sharon. Nick lui annonce seulement qu'ils vont se remarier et bien que surprise, elle les félicite. De plus, ils décident de ne pas ébruiter la grossesse de Phyllis et n'en parlent qu'à très peu de personnes dont Avery, Michael et Lauren. Ils planifient de se marier le 11 juin au Gloworn devant les gens qu'ils aiment seulement. Donc, Daisy et Sharon ne sont pas invitées. Le jour J, Nick et les invités attendent Phyllis avec impatience quand Sharon débarque. Nick lui ordonne de s'en aller mais elle refuse, étant la cavalière de Victor. Cependant, le temps passe et Phyllis n'arrive pas et ne répond pas au téléphone. Nick décide d'aller chez eux et la trouve par terre avec sa robe de mariée, répétant en larmes qu'elle a perdu le bébé et qu'elle en est désolée. Nick annule le mariage et appelle les secours. Lorsqu'ils reviennent chez eux, Phyllis est abattue. C'est en voyant le cadeau que Daisy lui a apporté avant d'aller au Glworn qu'elle se rend compte que c'est à cause de leur dispute qu'elle a ressenti une douleur et qu'elle a perdu le bébé après le départ de Daisy. Malgré tout Nick tient à se marier alors ils organisent une cérémonie improvisée chez eux le lendemain et Katherine les marie devant leurs enfants seulement (épisode diffusé en France en août 2015 sur TF1).
- Peu après, le concierge de l'immeuble de Phyllis lui rapporte un bracelet en pensant que c'est le sien mais Danny le reconnaît et affirme qu'il appartient à Daisy. Ils regardent la caméra de vidéosurveillance pour en être sûr et découvrent que Daisy a entendu Phyllis crier pendant qu'elle perdait son bébé et qu'au lieu de la secourir, elle est partie. Danny montre la vidéo à Michael, devenu depuis peu le nouveau procureur général, pour qu'il puisse l'arrêter pour non-assistance à personne en danger mais il ne peut rien faire étant donné qu'il n'y a aucun son sur la vidéo. Nick est furieux à l'idée qu'elle puisse s'en sortir encore. Mais Lauren prouve que Daisy a bien entendu Phyllis en se plaçant sur le palier de Phyllis et en l'écoutant crier. Avery se met alors à chercher la loi spécifique que Daisy a enfreinte en agissant de la sorte. Elle parvient à la retrouver et Heather, de retour, lance même un mandat d'arrêt contre Daisy. Cependant, celle-ci disparaît mystérieusement à ce moment-là et la police ne retrouve que son écharpe avec du sang de Danny dessus. Bien qu'il ne croie pas qu'il soit impliqué dans sa disparition, Michael est obligé de l'emmener au poste quand il apprend que le "mari" de Daisy a utilisé sa carte bleue à plusieurs reprises au téléphone puis de l'arrêter pour son meurtre quand il découvre sur l'ordinateur de Daisy un mail adressé à Kevin dans lequel elle dit qu'elle craint Danny et qu'elle lui confie Lucy au cas où quelque chose lui arriverait.

### Phyllis et Nick, c'est fini
- Nick est à présent amoureux d'Avery, la sœur de Phyllis. On apprend que Summer n'est pas la fille de Nicholas mais celle de Jack Abbott. On apprend grâce à une apparition de Cassie que c'est Sharon qui a modifié les résultats du test de paternité et lui explique ses raisons et comment elle a procédé à cette modification...

Il y a 18 ans, le test de paternité effectué par Nicholas Newman pour Summer n’avait pas été concluant. Sharon l’apprend lors de sa visite à son psychologue à l’hôpital : un médecin dit à un(e) infirmier (ière) que le test ADN Newman est prêt. Profitant de l’absence des médecins, Sharon se faufile dans la pièce des résultats : elle décide donc de les falsifier en faveur de Jack Abbott. Nicholas se voit donc obligé d’avouer la vérité à Phyllis. Celle-ci est sous le choc mais exige que Nicholas le dise aux personnes concernées. Summer et Jack sont donc mis au courant et sont tous les deux choqués ! La nouvelle se répand dans les familles Newman et Abbott. Sharon, qui veut récupérer son premier amour, répète sans arrêt à Faith Newman, sa fille, qu’elles et Nick formeront bientôt une famille. Même si Nicholas à demander en mariage la sœur de Phillys, Avery Clark. Un soir, Summer passe voir sa petite sœur, Faith. Nick les rejoint lorsque la petite monte dans sa chambre. Summer, Sharon et Nick se mettent à discuter du test de paternité. Nick et Summer sont d’accord pour cacher à Faith le fait que Summer ne soit pas sa sœur biologique. À leur grande surprise, Sharon insiste pour qu’ils le fassent. Summer décide donc de rapporter cette conversation à sa mère. Le soir même, Nikki organise un gala. Phyllis décide alors d’avoir une discussion avec Sharon avant de rejoindre Jack à la soirée. Elle trouve Sharon devant la tombe de Cassie en train d’avouer son mensonge et que personne ne doit savoir que Nick est bien le père de Summer. Phyllis l’a confronté et comme à leur habitude elles commencent à se disputer. Phyllis, folle de rage, entreprend d’aller dire la vérité à Nick et à Jack. Sharon la suit pour l’en empêcher. Arrivée au gala, Phyllis constate que les ascenseurs sont tous remplis et décide donc de prendre les escaliers. Sharon est sur ses traces car elle ne veut pas perdre ses chances avec Nicholas. Phyllis prend son téléphone et appelle Jack – déjà présent au gala- qui l’entend mal à cause des convives qui applaudissent aux discours successifs de Nikki et Victor. Sharon tente de lui arracher son téléphone et dans la lutte Phyllis trébuche et tombe. Elle atterrit la tête la première. Paniquée, Sharon vient près d’elle, prend son pouls et constate que Phyllis est toujours vivante. Sharon est sur le point d’appeler les secours lorsqu’elle voit Nicholas et Avery arrivés en s’embrassant à l’entrée des escaliers. Sharon s’enfuit discrètement et Nicholas et Avery finissent par voir Phyllis inconsciente. Ils appellent les secours et le Dr Costner qui fait partie des invités prend Phyllis en charge. Son diagnostic vital est engagé et elle doit être opérée d’urgence. Après cette opération, Phyllis se réveille mais a perdu l’usage de la parole. Elle ne peut donc pas dire la vérité à Jack qui est à ce moment-là à son chevet. Sharon, inquiète, décide de passer voir Phyllis. Celle-ci l’aperçoit, sa tension monte dangereusement et elle tombe dans le coma. Le Dr Costner annonce à Nick, Avery, Summer, Jack et Sharon que Phyllis pourrait ne jamais sortir du coma. Daniel revient à Genoa City et décide d’envoyer sa mère dans un établissement spécialisé loin de tous. Avery et Jack s’y opposent catégoriquement mais légalement, ils n’ont aucun pouvoir sur le destin de Phyllis car Danny est son fils. Avery tente de trouver une jurisprudence mais Summer demande à Nick de convaincre sa tante de laisser tomber. À contrecœur, Jack accepte le transfert de Phyllis. Débarrassée de sa première rivale, Sharon tente par tous les moyens de se rapprocher de son ex. Mais Avery n’est pas dupe et le comportement de Faith à son égard l’agace. Elle en parle à Nicholas qui décide de mettre les points sur les i à sa fille en lui disant que sa mère et lui ne se remettront plus jamais ensemble et que c’est Avery qu’il va bientôt épouser. Sur les conseils du fantôme de Cassie (ce sont des visions de Sharon provoquées par ses médicaments), Sharon est prête à tout pour reformer une famille avec Nicholas.

### Le secret de Sharon
Après la récente rupture de Nick et Avery, Sharon se rapproche de Nick. Le 19 décembre 2013, jour de l'anniversaire de Summer, ils se rapprochent de plus en plus et sont sur le point de s'embrasser mais sont interrompus. Début 2014, Sharon commence à croire que Cassie est toujours vivante, elle et Nick se rapprochent de plus en plus et couchent ensemble. Ils se remettent en couple mais Sharon panique toujours à l'idée que son secret soit révélé. Elle subit des électrochocs. Elle perdit une grande partie de sa mémoire, notamment son secret. Elle tente de s'en souvenir mais n'y arrive pas. Au fil des semaines, elle s'en souvient. Elle tente de le dire à plusieurs reprises à Nicholas mais elle est toujours interrompue. Elle apprend que Mariah, le sosie de Cassie, n'est autre que sa fille. Nicholas lui demande en mariage. La cérémonie a lieu le 3 octobre 2014 mais au moment de prononcer les vœux, Phyllis fait irruption. Nicholas reporte le mariage. Mais Phyllis, obsédée par la vengeance, emmène Sharon dans les lieux de l'accident et lui pousse à avouer son secret devant Nick et Jack. Après ça, Nick la quitte (épisode diffusé en septembre 2017 sur TF1).

### Nicholas, une nouvelle vie sans femmes
Après avoir appris que Summer était en fait sa fille et non celle de Jack, Nicholas coupe les ponts avec Sharon et lui demande la garde exclusive avec l'aide d'Avery. Un jour, il croise Grace qui vient le voir, elle le séduit et ils font l'amour. Mais Nicholas l'arrête ensuite. Le soir de Thanksgiving (épisode diffusé le 3 octobre 2017 sur TF1) Nick est dans un chalet, ivre. Il se met alors à imaginer affronter ses ex. Il se retrouve ensuite dans un piège à ours en raccompagnant Bugatti (le chien de Constance Bingham). Le lendemain, Sage s'aperçoit que Nick est en danger. Elle demande de l'aide à Adam mais en arrivant sur les lieux, ce dernier reconnaît son demi-frère et refuse de l'aider. Mais Sage réussit à le convaincre de l'aider, il accepte à contrecœur puis s'éclipse. Après avoir été sauvé, Nick recherche Sage, la femme qui l'a sauvée. Il la retrouve finalement et se rapprochent de plus en plus. Adam constate l'alchimie entre Sage et Nick. Nick revoit Gabriel/Adam et le reconnaît. Il apprend que son vieil ami est en couple avec Sage. Il reparle à "Bingo" (le surnom de Gabriel au pensionnat) et se rapproche de plus en plus de Sage.

### La relation de Sage et Nick et le chantage sur l'accident de Sandra Allen
- Nick et Sage se rapprochent et deviennent très vite amis. Adam commence à remarquer que Sage s'intéresse de plus en plus de Nick et Faith, la fille de Nick et Sharon, voit d'un mauvais œil ce rapprochement, Sharon, jalouse, le voit aussi. Un soir, Sage vient chez Nick, ce dernier la mouille accidentellement. Nick propose que Sage se change, elle accepte. Mais Faith voit toute la scène et pense que son père couche avec Sage. Elle appelle Sharon, elle voit ensuite la scène. Début février, Faith témoigne en faveur de Sharon en parlant de ce soir-là. Sharon commence à avoir espoir en la victoire. Mais tout se retourne contre elle au moment où Mariah témoigne contre Sharon, elle panique et s'en va de la salle d'audience, le juge tranche finalement et déclare que Sharon est inapte à s'occuper de Faith, Nick gagne la garde. Le soir de la Saint-Valentin, le toit de l'Underground s'effondre et Nick et Sage s'embrassent. Mais Adam continue à la narguer en disant qu'elle ne sera jamais avec Nick et que Sharon est l'amour de sa vie.

- Fin mars 2015, Sharon surprend Nick et Sage après avoir faire l'amour. Ils se disputent après le départ de Sage puis Sharon part. Nicholas va voir Sharon et essaye de faire un arrangement pour la garde de Faith. Mais Nicholas refuse et commence à voir Sharon qui commence à dérailler. Il veut lui interdire de voir Faith. Sharon lui raconte qu'elle sait un terrible secret à propos de Nick et de l'accident de Sandra quand ils étaient en dernière année de lycée. Sharon lui raconte que Nick avait organisé une soirée et a invité tout le monde. Puis la soirée a dégénéré et Nick a chassé tout le monde sauf Sandra et Sharon, restée pour se refaire une beauté. Nick se souvient avoir trop bu, et Sharon lui raconte ensuite que Nick lui a fait un pari : si elle saute du balcon du ranch a la piscine, il lui donnerait 100 dollars mais Nick dit que ça ne s'est pas passé comme ça, il lui dit que Sandra lui a dit combien de dollars Nick lui donnerait si elle sautait de la piscine. Il lui a dit 100 dollars. Sandra a sauté de la piscine, mais elle n'est pas remontée à la surface. Nick pensait que c'était une scène pour qu'il la sauve mais elle ne remontait pas. Après que Nick l'a sauvé, Sandra était devenue paralysée. Victor et la sécurité étaient intervenus. Puis Victor a demandé à la famille de Sandra de ne pas dénoncer Nick, en échange d'argent. Nick demanda à Sharon pourquoi elle ne lui a pas dit, Sharon lui dit qu'ils s'étaient remis ensemble, qu'ils s'étaient mariés et qu'ils venaient d'avoir des enfants. Nicholas lui demande si elle a l'intention d'utiliser ce secret contre lui, elle lui dit que c'est possible s'il ne change pas d'avis à propos de la garde de Faith. Dylan arrive et demande ce qui se passe. Sharon lui dit qu'ils ont trouvé un arrangement pour la garde de Faith. Nick part sans dire un mot. Puis Sharon explique à Dylan qu'ils se sont mis d'accord avec Nicholas pour la garde de Faith mais Dylan comprend directement qu'elle lui a fait du chantage. Sharon nie. Le lendemain, Nicholas va voir Victor et lui parle de Sandra Allen. Victor s'en souvient. Nick lui demande pourquoi il a payé la famille Allen en échange de leur silence. Victor dit qu'il voulait le protéger. Nick et Victor se disputent. Puis Nick part en lui disant qu'il ne le pardonnerait pas.

### De son mariage avec Sage à la perte de son bébé
- En avril 2015, Nick et Sage se mettent officiellement en couple, mais leur relation tourne court lorsque Nick frappe un journaliste et qu'il manque de perdre la garde de Faith. Il décide de mettre un terme à sa relation avec Sage. Peinée, cette dernière noie son chagrin dans l'alcool en compagnie d'Adam, se sentant également rejeté à cause de la cérémonie de mariage de Chelsea et William. Ils finissent par coucher ensemble mais ils regrettent très vite et décident d'oublier ce moment. Peu de temps après, Sage réalise qu'elle attend un bébé et l'annonce à Nick. Ils se remettent en couple et Sage emménage chez Nick à la Sellerie. Sage craint la réaction de Sharon, mais cette dernière, désormais en couple avec Dylan, les félicite et accepte plus facilement Sage, au contraire de Faith, qui a plus de mal à accepter la nouvelle vie de Nick. Adam, qui a couché avec Sage quelques jours plus tôt, l'apprend également et réalise que le bébé pourrait être de lui. Il demande à Sage un test de paternité, mais cette dernière refuse, prétextant qu'il n'est pas le père du bébé. Nick, qui a obtenu la garde de Faith, n'arrive pas à la faire changer d'avis concernant Sage et son futur enfant à naître. Avec le soutien que Sharon apporte à Sage afin que Faith se rapproche du bébé, Sage à son tour convainc Nick de modifier les droits de visite, et d'accorder à Faith qu'elle passe le week-end chez Sharon.

- En juillet 2015, lorsque Victor est arrêté pour avoir tiré sur Jack, Adam prend le contrôle de Newman Entreprises (devenu "Newman-Abbott" à cause de la récente fusion entre Victor et Marco Annicelli, le sosie maléfique de Jack). Nicholas décide de retourner chez Newman et laisse à Sage la direction de l'Underground. Au même moment, Chelsea apprend la véritable identité de Gabriel et après l'avoir confronté, elle part confronter Sage qui connait l'identité de ce dernier. Sage demande à Chelsea de ne pas divulguer la nouvelle sur Adam, mais Chelsea ne l'entend que d'une oreille et ne promet rien. Un peu plus tard, lorsque Nick se rend à une réunion organisée par Gabriel, Sage se sentant en danger, rédige une lettre d'adieu ou elle dévoile la vérité sur Gabriel et souhaite quitter la ville. Mais elle est rattrapée de justesse par Marisa, qui lui explique être au courant pour Adam et assure qu'ils sont dans le même camp. Hésitante à propos de la paternité de son bébé, elle réalise un test de paternité qui indique que le père du bébé est Gabriel. Nick le remarque et demande des comptes à Sage. Finalement, il juge ce test comme nul, pardonne Sage et met en garde Gabriel la concernant. Par la suite, il demande Sage en mariage le 3 août 2015 (épisode diffusé en France le 11 juin 2018).

- Sage et Nick se marient le 27 août 2015 (épisode diffusé en France le 5 juillet 2018 sur TF1) au Parc Chancellor, en présence des enfants de Nick, de Marisa et de Kyle, qui se porte comme officier de mariage. Peu de temps après, Adam revient en ville avec Chelsea et Connor. Désireux de se venger de son père, Adam s'allie avec Ian Ward et réactive le virus Paragon (voir Victor Newman ou Victor Newman, Jr). Quelques semaines plus tard, en octobre, Chelsea révèle à William que Gabriel est en réalité Adam. Victoria, qui était présente, part dire à Nick, Nikki et Sage la vérité sur Gabriel. Sage avoue qu'elle connaissait le secret d'Adam et s'excuse auprès de Nick. Victoria lui reproche tant de choses tandis que Nick, sous le choc, reste silencieux. Furieuse, Sage s'en va. Après qu'Adam a été confronté par William et Victor, il se balade au Parc Chancellor ou il trouve Sage en pleurs. Cette dernière lui explique que Nick est au courant de tout et commence à déchaîner sa colère contre Adam. Très vite, elle ressent des contractions et Adam se rend compte qu'elle est en train d'accoucher. Il aide Sage à accoucher de son bébé, un petit garçon, le 7 octobre 2015 (épisode diffusée sur TF1 le 15 août 2018). Sage s'évanouit ensuite, et est transporté d'urgence à l'hôpital. Nick apprend ensuite la naissance de son fils, né prématurément et se rend d'urgence à l'hôpital. Il apprend sur place que c'est Adam qui l'a aidé à accoucher mais très remonté contre lui, il lui fait la morale concernant ses mensonges. Il va ensuite voir son fils en compagnie de Sage. Ils décident de l'appeler Christian Andrew Newman, un geste qu'apprécie fortement Victor.

- Christian, né prématurément, est très malade et passe ses journées au bloc opératoire et a besoin d'une opération. Sage et Nick, inquiets à propos de leur fils, restent sur place le surveiller. Le soir d'Halloween, Nick et Sage, cette dernière hésitante au départ, se rendent à l'inauguration du Belvédère, le nouveau restaurant de la tour Newman. Rapidement, la fête vire au cauchemar et les invités se retrouvent prisonniers sous les flammes. Sage et Nick souhaitent retourner d'urgence voir Christian mais de peur de perdre sa famille, Nick reste sur place. Sage reste également. Lorsque l'incendie se calme, Sage et Nick partent voir Christian mais sur place, le médecin annonce que le bébé n'a pas survécu et qu'il est mort. Sage blâme Nick pour cet incident. Nick s'en veut également.

- Au même moment, Sharon, qui a fait une fausse couche quelques mois plus tôt, est admise à Fairview. Le docteur Anderson aide Sharon à accoucher de son bébé le 23 novembre 2015. Avec Dylan, ils décident de l'appeler Sullivan McAvoy, en hommage à un certain Sullivan, compagnon d'armes de Dylan, décédé quelques années plus tôt. Mais ce que personne ne sait, c'est qu'en réalité, il s'agit de Christian Newman, toujours en vie mais enlevé par le docteur Anderson. Sage commence à se rapprocher de Sully, ce que le docteur Anderson voit d'un mauvais œil, et lui conseille d'éviter de se rapprocher du bébé, pour éviter de rouvrir ses peines. Sage et Nick, contrariés par le conseil du docteur, commencent à la soupçonner de quelque chose et commencent à enquêter sur elle. Ils mettent en place un plan pour admettre Sage en psychiatrie et cela marche après que Sage frappe le docteur Anderson sur le visage après que cette dernière ait eu une discussion avec Nick. Pendant que Sage est à Fairview, fouillant dans les affaires du Dr. Anderson, cette dernière se rapproche de Nick et finit par l'embrasser un soir. Nick interrompt le baiser en justifiant aimer Sage. Plus tard, il part voir sa femme et lui dit de se méfier de Patty et du docteur Anderson. Il met Sharon dans la confidence sur son plan avec Sage et lui demande de se confier à Anderson. Nick se rend à nouveau à Fairview et fouille dans le bureau du docteur pendant qu'elle est chez Sharon qui tente de lui soutirer des infos. Sans qu'elle le veuille et surtout indirectement, le docteur Anderson dévoile à Sharon qu'elle garde une rancœur envers Nick datant de l'époque du lycée. Parallèlement, Nick découvre que Anderson contient de nombreux livres sur la paralysie et constate des initiales : "S.A". Après avoir fait le point avec Sharon, ils en concluent que le docteur Anderson n'est autre que Sandra Allen, la femme à qui Nick a brisé le rêve une vingtaine d'années plus tôt. Cherchant à la confronter, Nick et Sharon tombent sur son corps, tué par Patty Williams. Sage sort ensuite de Fairview.

- Après la pseudo-enquête sur le docteur Anderson, Sage et Nick envisagent d'adopter un bébé. Ils font appel à une jeune future maman, Shawn, qui souhaite faire adopter son enfant. Mais Sage se rend vite compte que Shawn peut changer d'avis à tout moment et s'inquiète. Après la condamnation de Victor concernant l'enlèvement de Jack (voir Victor Newman, Jack Abbott ou Phyllis Summers), Nick se reconcentre sur l'adoption du bébé et fait emménager Shawn chez lui. Il apprend que cette dernière commence à hésiter à faire adopter son enfant, et Nick l'encourage à faire ce que bon lui semble. Finalement, Shawn finit par accoucher d'un petit garçon mais revient sur sa décision et décide de garder le bébé, à la grande déception de Sage, qui décide de ne pas adopter par la suite.

### Du décès de Sage à la vérité sur Sullivan McAvoy
- Le 29 avril 2016 (épisode diffusé en mars 2019 sur TF1, Sage meurt à la suite d'un accident de voiture. En effet, elle s'est disputé avec Sharon après avoir découvert que son fils Christian était en réalité vivant. Quelques jours après, il récupère le journal intime de Sage, qui accuse son frère Adam du "meurtre" de Constance Bingham, un an et demi auparavant. Au même moment, Victor qui est inculpé pour avoir fait remplacer Jack par Marco Annicelli, fait revenir Chloé pour faire falsifier le journal intime de Sage et afin se venger d'Adam.

- Durant l'été 2016, Adam est condamné à 30 ans de prison pour le meurtre de Constance Bingham. Sa sentence s'amplifie lorsqu'il agresse un gardien en croyant qu'il était Victor. Fin août 2016, Adam, ayant conscience de ce qu'il pourrait vivre, demande à Nick de protéger Connor quoi qu'il lui arrive. Le 26 août 2016, après avoir été condamné à 10 ans de prison pour agression sur un gardien, Adam réussit à s'échapper par le biais de Victor qui fait réunir Adam, Chelsea et Connor dans un chalet avant de pouvoir s'enfuir le lendemain. Mais, le 1er septembre (épisode diffusé le 11 juillet 2019) Adam meurt tragiquement à la suite d'une explosion au chalet sous les yeux de Nicholas, Chelsea et Connor.

- Peu après la mort d'Adam, et avec les récents évènements de la mort d'Adam et Sage, Nick se rapproche petit à petit de Chelsea. Fin octobre 2016 (diffusé en septembre 2019 sur TF1), Nick apprend par Patty Williams la vérité sur Sullivan McAvoy qui est en réalité son fils Christian Newman. Il va confronter Sharon à ce sujet, cette dernière lui avoue qu'elle était au courant que Sullivan n'était pas son véritable enfant et lui avoue par la même occasion, les véritables circonstances de la mort de Sage. Le lendemain, il vient récupérer son fils avec Chelsea, laissant Sharon et Dylan effondrés.

### Le couple Nick / Chelsea et la vérité sur le meurtre d'Adam
- L'année 2016 na pas été de tout repos pour Nick et Chelsea puisqu'ils ont perdu leurs âmes sœurs Sage (avril 2016) et Adam (septembre 2016). Après ces deux grosses pertes, Nick et Chelsea se rapprochent de plus en plus, ils deviennent même amis. Le soir de la Saint-Sylvestre, Nick et Chelsea finissent par s'embrasser mais mettent un terme très rapidement, pensant que tout ça allait trop vite. Ils se mettent officiellement en couple en mars 2017. Mais quelques semaines après, un détail échappe Nick après une discussion avec Scott Grainger, Jr qui lui affirme qu'il a appris un détail concernant Chloé, après une discussion ou elle était complètement saoule, elle lui aurait dit avoir repris le contrôle de sa vie 6 mois plus tôt (septembre 2016), ce qui commence à intriguer Nick puisque cette date correspond à la mort de son frère, survenu également 6 mois plus tôt. Il commence à faire son enquête de son côté, ce qui déplaît fortement Chelsea.

- De son côté, Chelsea, réticente au début de croire à l'implication de Chloé, commence à se rapprocher de la vérité mais refuse de croire que Chloé ait pu tuer Adam, même de sang-froid. Nick trouve alors un traceur GPS sur la peluche préférée de Connor et installe une application permettant de savoir ou est-ce qu'elle pouvait mener. Chelsea lui avoue qu'elle comptait partir avec la peluche préférée de Connor. En plus d'avoir passé la moitié de l'été 2016 avec Chloe, Nick en conclut qu'elle pourrait être la meurtrière d'Adam, ce que Chelsea refuse de croire jusqu'au jour de la cérémonie de mariage de Chloé et Kevin, ou elle trouve la bague d'Adam dans un des tiroirs de la chambre de Chloe. Elle essaye de confronter Chloé, en vain, mais elle décide finalement de lui tendre un piège lors de la cérémonie : elle remplace la bague de Kevin par celle d'Adam pour montrer à Chloé qu'elle connaît désormais la vérité à propos de la mort d'Adam. Paniquée, cette dernière s'éclipse de la cérémonie, Chelsea la suit dans sa chambre et lui force à avouer le meurtre d'Adam. Sur le coup de la pression, Chloé avoue le meurtre avant d'assommer Chelsea à la suite de leur bagarre puis s'enfuit en laissant une lettre à Kevin. De son côté, Nicholas, qui s'était disputé avec Chelsea à propos de Chloé, parle de sa frustration à Sharon de ne pas réussir à convaincre Chelsea du danger que représente sa meilleure amie. Peu après la fuite de Chloé, il s'obstine à la suivre jusqu'au centre aérien ou il la trouve en compagnie de Victor. Il en conclut qu'elle n'avait pas pu commettre un gros crime tout seul et qu'elle était de mâche avec son père. Il en conclut également que si Victor n'avait jamais falsifié le journal de Constance Bingham avec l'aide de Chloé, Adam serait toujours vivant. Il tente d'arrêter Chloé en quelque sorte, en entendant une conversation avec Victor, mais avant qu'il n'ait le temps d'intervenir, Chloé s'était malheureusement déjà enfui. Nicholas décide alors de confronter son père à ce sujet qui lui avoue qu'il était en effet de mèche avec Chloé pour faire tomber Adam dans sa chute. Victor l'avoue plus tard à Nikki et Victoria.

- Sous l'ordre de Nikki, Nick décide de garder pour lui ce qu'il sait à propos de son père sur le rôle qu'il a eu lors du meurtre d'Adam et de ne pas l'avouer à Chelsea pour protéger la famille Newman des retombées. Cependant, il l'aide à chercher Chloé. En mai 2017, il part avec Chelsea en Louisiane afin de retrouver Chloe. Ils tombent sur une femme dans l'hôpital psychiatrique ou était suivie Chloe. Elle leur avoue seulement que le docteur Harris serait la personne qui aurait jugé apte la sortie de Chloe. Nick et Chelsea partent immédiatement voir le docteur Harris et le questionnent sur Chloé, sans dévoiler leurs véritables identités. Harris dit qu'il ignore ou est Chloé mais Chelsea ne le croit pas, ils reviennent le voir mais le docteur affirme toujours la même chose. Mais Chelsea trouve un croquis a elle qui laisse penser que Chloe réside ici. Nicholas et Chelsea tendent un piège au docteur en l'attirant dans leur chambre d'hôtel. Nick confronte Harris en lui dévoilant sa véritable identité et Chelsea va chercher Chloé. Mais en arrivant che Harris, Chelsea trouve Chloé, inconsciente et allongé au sol. En appelant le docteur Harris, ce dernier leur confirme le suicide et décès de Chloé.

- Après la mort de Chloe, Nick et Chelsea tentent de reprendre une vie "normale". Ils se rendent malgré tout aux funérailles de Chloe, ou Kevin accable Nick pour le "suicide" de Chloe, le rendant responsable de sa mort. Il apprend que Jordan Wilde, le nouveau photographe de Pêche d'Enfer, était un arnaqueur est était l'ancien complice de Chelsea lorsqu'elle était arnaqueuse. Nicholas apprend également que Scott Grainger, qui travaille pour son père, sort avec Sharon. Il devient de plus en plus méfiant avec lui mais finit par se réconcilier avec lui lors de la Fête Nationale, tout en restant méfiant vis-à-vis de lui.

### Nick et Victor: la guerre des hommes Newman
- Victor, qui tente de reconquérir Nikki, organise un gala de charité afin de présenter son projet de construction d'université pour la recherche contre la sclérose en plaques au nom de Nikki. Il tient à la faire jouer devant tout Genoa, mais Nikki a fait une rechute : ses symptômes sont réapparus. Nick ne tarde pas à le découvrir, par Tessa. Il va voir sa mère qui lui rassure que tout va bien mais Nick constate quand même qu'elle va mal. Le jour de l'évènement, voyant aucun moyen d'annuler le concert, il renverse une cannette de soda sur le piano, ce qui provoque un court-circuit électrique. Voyant que le piano est irréparable, les Newman sont sur le point d'annuler le concert. Mais Noah trouve une solution et remplace le piano endommagé par celui de l'Underground, ce que Nick ne comprend pas. Le concert à finalement lieu. Après le concert, Victor découvre la cause de la destruction du piano initial et en déduit qui est le responsable. Il part confronter Nicholas au sous-sol de Newman Entreprises, ce dernier lui avoue être le responsable. Nick et Victor se disputent à propos de la santé de Nikki et finissent par se battre. Nikki les surprend et les sépare, elle apprend ce que Nick à fait. Nick dit qu'il ne regrette pas et qu'il a fait ça uniquement pour la protéger. Victor renie son fils.

- Finalement, Nicholas se réconcilie avec sa mère à propos de ce qu'il à fait. En regardant l'heure d'Hilary, les Newman sont stupéfaits lorsqu'ils découvrent que l'altercation de Victor et Nicholas a été filmée et diffusée. Il part par la suite confronter Hilary sur les plateaux de G-Buzz. Cette dernière lui affirme que Victor lui a donné son accord pour diffuser la séquence. Nicholas n'en revient pas. A l'Underground, Victor finit par confronter une nouvelle fois Nicholas, qui lui met en garde vis-à-vis de la proximité que Victor essaye d'avoir avec Noah.

- Victor, qui a décidé de renier Nicholas, tente de se venger de son fils en lui rendant la vie dure et impossible. Il supprime son compte bancaire de la famille Newman et le vire de la Sellerie. Nick emménage finalement ensuite avec Christian chez Chelsea. A la fin des vacances d'été, Faith, partie en colonie de vacances, revient à Genoa. Victor la met au courant des changements dans la vie de Nick, du fait qu'il est emménagé avec Chelsea et Connor. Il lui demande de garder le silence à propos de leur conversation, elle accepte. Le lendemain, Nick va chercher Faith et lui raconte leur nouvelle situation. Faith n'est pas ravie d'apprendre que Nick a emménagé chez Chelsea et qu'elle est donc séparée de son grand-père. Au même moment, Alice Johnson, la mère adoptive de Cassie, réapparaît à Genoa City. Nick en informe Sharon. Ils discutent avec Alice et découvrent que sa vie s'est nettement amélioré depuis la mort de Cassie. En voulant rendre la carte bancaire qu'Alice a oubliée sur le comptoir de l'Underground, Sharon constate que Alice conduit la même voiture qui a raccompagné les deux prostituées (voir Sharon Newman). Elle en parle à Nick, qui doute au départ mais revient sur ses doutes lorsqu'Alice revient récupérer sa carte et que Sharon la questionne et mentionne "Crystal". Il se propose de l'aider en mettant un traceur GPS (celui qui a servi pour retrouver la trace de Chloe quelques mois plus tôt) et en lui installant une application qui permet de localiser l'emplacement de la voiture d'Alice.

- Quelques jours plus tard, Nikki apprend par la colonie de vacances que Victor est venu voir Faith la veille, et en parle à Nick. Ce dernier en déduit que Victor a raconté à Faith une fausse information et dit la vérité à Faith et Sharon sur les raisons pour lesquelles il a déménagé soudainement. Faith, remontée, part confronter son grand-père avant de la quitter en larmes. Après cette nouvelle, Victor, qui s'est proposé d'aider Nick et Noah à obtenir des contrats pour leur projet d'expansion de l'Underground dans les quatre coins du pays, décide de se venger de Nick en lui faisant annuler tous ses contrats et en faisant revenir secrètement Kevin en ville. Victor annonce à Noah qu'il pourrait leur céder un établissement à Saint-Louis, mais quand Nick l'apprend, il refuse la proposition de son père. Victor, qui cherche à se venger de Nicholas, ordonne à Kevin de vider son compte bancaire, ce que Kevin exécute. Nick s'en aperçoit rapidement et constate après une discussion avec son père à la salle de sport que c'est lui qui est responsable du piratage de son compte bancaire. Nicholas décide alors de faire appel à Hilary et assiste dans son émission ou il annonce publiquement qu'il compte se « débarrasser » de son fonds d'investissement (reçu quelques années plus tôt lorsqu'il s'est attaqué à Victor avec ses frères et sœurs) et qu'il compte revendre l'intégralité de ses fonds à l'association Abbott-Winters, ce qui attire la colère et l'incompréhension des Newman, qui ne comprennent pas son choix. Nick explique que Victor a vidé son compte en banque, ce qui justifie son choix mais Victor lui affirme qu'il a fait une grave erreur en se débarrassant de ses fonds. Nick dit à Victor que le reste de ses fonds sera reversé à des orphelins, ce qui apaise les tensions entre Nick et Victor, toujours en guerre mais regagnant un respect mutuel.

- Le soir d'Halloween (diffusé mi-septembre 2020 sur TF1), Nicholas, perdu à cause des récents évènements survenus avec son père, décide de s'isoler à l'Underground. Il allume avec succession plusieurs bougies, qu'il éteint toutes. Il s'en va et rentre chez lui par la suite. Plus tard, Dina, la mère des Abbott, entre dans les locaux de l'Underground et se pose. Perdue elle aussi dans ses pensées, elle fixe la photo qu'elle a de Brent Davis (son ancien amant et père biologique d'Ashley) et après hésitation, finit par brûler la photo. En quittant les locaux, c'est le night-club entier qui commence à prendre feu. Ce qu'ignoraient Nick et Dina lors de leurs passages, c'est qu'ils n'étaient pas seuls, en effet, Reed et les jumeaux Ashby prévoyaient d'utiliser l'Underground avec leurs amis pour fêter Halloween. Sur place, Reed, Charlie et Mattie contactent Cane et William, ce dernier réussit à intervenir avant les secouristes et réussit par la même occasion à faire sortir Reed et les jumeaux. Cependant, ayant perdu pas mal d'oxygène, William ne parvient pas à rejoindre les autres et reste sur place, jusqu'à ce que le plafond s'effondre sur lui. Nicholas apprend via les actualités que son night-club est en train de s'effondrer, il prévient Victor et Victoria de l'incident de l'Underground et de Reed. William est finalement sauvé grâce à Jack et à l'intervention des pompiers. Après l'incident de l'Underground, et n'ayant plus la motivation de continuer, Nick abandonne une 2e réhabilitation de l'Underground (la première avait lieu 2 ans et demi plus tôt, lors de la Saint-Valentin 2015) et confie à Noah qu'il est désormais seul maître des décisions, ce qui met fin à leur partenariat. Malgré tout, les tensions entre Nick et son père sont toujours d'actualité, puisqu'il accuse Victor d'être indirectement responsable de la chute de l'empire de Nick. Cependant, Nick est accusé d'avoir incendié volontairement son restaurant par la compagnie d'assurance. Il retrouve par la suite une photo de Brent Davis, et en apprenant l'identité de cet homme par Victor, il part voir Jack pour régler ses comptes avec Dina pour savoir si elle est bien responsable mais Jack refuse catégoriquement et finit par le chasser. Il apprend quelques jours plus tard que c'est Dina qui est bel et bien responsable de l'incendie, mais apprend que Paul ne l'a pas arrêté car elle est atteinte de la maladie d'Alzheimer, les poursuites sont abandonnées par la suite.

- Quelques semaines plus tard, Nick, toujours au chômage, apprend avec Nikki que le parc Chancellor est mis en vente par une société de promotion immobilière nommé Alco. Ils décident ensemble de manifester contre ce projet et de créer des affiches pour permettre aux habitants de Genoa de les rejoindre. Nick apprend par Sharon que Victor est derrière ce projet. Ce dernier apprend également que c'est son fils qui est à la tête de la manifestation. Nick demande à Devon de contribuer à ce projet mais Devon, qui a récemment acquis une société ou Victor fait partie des clients du groupe Hamilton-Winters, est hésitant. Ce dernier revient tout de même sur la proposition de Nick, et fait une offre au maire de Genoa, tout comme Victor, mais aucune de leurs deux offres n’a été retenue. En revanche, une autre offre a été retenue, celle de Nikki. Cette dernière a réussi à acquérir le Parc Chancellor, mais ce que tout le monde ignore, c'est qu'elle l'a acheté avec l'argent de Victor qu'elle a placé dans un compte offshore. Elle le dit tout d'abord à Victoria, qui le dit ensuite à JT, de passage à Genoa City. Ce dernier promet de couvrir Nikki, sous la demande de Victoria. Cette dernière finit par avouer la vérité à son père, qui décide de ne pas punir Nikki pour son crime. Nikki finit par avouer un peu plus tard que c'est elle qui a acheté le Parc Chancellor et que Victor, qui à tout découvert, lui fait du chantage. Nicholas suggère qu'ils le fassent tomber mais Nikki refuse, voulant éviter la prison. Nick apprend cependant que ses parents comptent renouveler leurs vœux lors de la soirée du Nouvel An. Il refuse d'y assister mais accepte finalement sous l'insistance de sa mère.

- Le soir du Nouvel An, juste après la cérémonie de renouvellement des vœux de Victor et Nikki au Ranch Newman, Nicholas surprend Abby embrasser Scott. Il confronte Abby à ce sujet et elle finit par lui avouer en partie ce qu'il se passe avec Scott. Nick décide d'aller raconter toute la vérité à Sharon, sans pour autant mentionner Abby. Il avoue à Sharon qu'il a surpris Scott embrasser une femme, sans mentionner son nom. Sharon apprendra très vite qu'il s'agit d'Abby. Plus tard dans la journée, Sharon confronte Abby et une violente dispute éclate à l'Athletic Club. Chelsea, qui avait une réunion avec Lauren, emmène les enfants avec elle pour cause de l'indisponibilité de Nick et de la baby-sitter. En voulant séparer Sharon et Abby, Chelsea perd de vue Christian. Tout l'Athletic Club le recherche. Nick, dépassé par les événements, accable Chelsea pour son irresponsabilité. Il apprend un peu plus tard par Jack que c'est Dina qui a « kidnappé » Christian, croyant que c'était Jack. Toutefois, il réussit à récupérer son fils et pardonne à Chelsea son erreur.

- Un jour, Sharon, fraîchement séparée de Scott, surprend Kathy, une mère de famille avec ses deux enfants, assis à une table du Néon Ecarlate toute la journée. Elle en parle à Nick, lui aussi présent, de ses soupçons concernant cette famille. Nick est également sceptique les concernant. Il apprend plus tard que Sharon les héberge chez elle. Nick valide son geste et en parle à Nikki, qui est contre le geste de Sharon, pensant qu'héberger des inconnus est une erreur. Elle félicité finalement Sharon lorsqu'elle apprend que la femme que cette dernière héberge est une femme que Nikki avait rencontrée peu avant Noël (voir Nikki Newman) et qui avait été de bons conseils. Afin d'y remédier, Nick et Nikki décident de racheter l'immeuble ou Kathy et ses enfants vivaient avant d'être expulsées dans le but d'offrir des logements aux personnes démunies. En effectuant la rénovation de la salle de bains de chez lui et Chelsea, Nick découvre plusieurs billets dans le conduit d'aération de la salle de bains.

### La vérité sur la paternité de Christian Newman
- Fin janvier 2018, Nick, qui se charge désormais de loger les plus démunis dans des logements à bas prix, rénove la salle de bains de Chelsea. Il y trouve des billets dans le conduit d'aération et les apporte au poste de police. Confirmant qu'il s'agissait bien de l'argent d'Adam et non de l'argent sale, il décide de donner cet argent à Chelsea. Quelques jours plus tard, Phyllis et Lauren apprennent qu'une personne pirate Fenmore et vend illégalement les produits Chelsea 2.0. Phyllis l'apprend à Nick et Chelsea et engage par la suite J.T., qui ne trouve pas son plaisir chez Chancellor Industries, dirigé par Cane. J.T. découvre que la personne qui est à l'origine de ces escroqueries s'appelle Alexandra West, mais il apprend également que cette personne est décédée il y'a une quinzaine d'années, ce qui explique que quelqu'un a usurpé son identité, dont son compte bancaire. Phyllis et Lauren souhaitent rendre l'affaire public, mais Chelsea s'y oppose, prétextant que cela ne servirait à rien. Phyllis commence à trouver l'attitude de Chelsea étrange et en parle à Sharon. Elle se rend plus tard chez Chelsea et l'emmène au Néon Ecarlate ou elle lui fait part de ses hypothèses et de ses soupçons. Phyllis pense qu'un membre de chez Chelsea 2.0 se cache derrière le nom d'Alexandra West et que cette personne est responsable du faux site-miroir de chez Fenmore's et des vols d'articles de chez Chelsea 2.0. Mais Chelsea refuse tout de même que cette affaire aille plus loin, ce qui confirme les soupçons de Phyllis la concernant. Cette dernière revient encore chez Chelsea et Nick en tentant une seconde fois de convaincre Chelsea d'utiliser un détecteur de mensonges. Voyant clair dans son jeu, Chelsea lui demande des explications et Phyllis lui fait part de ses soupçons la concernant. S'ensuit une dispute entre les deux femmes que Nick vient interrompre.

- Bien que Phyllis veuille persuader Nick que Chelsea n'est pas toute blanche dans cette affaire, Nicholas croit Chelsea et la défend contre ces accusations. Cependant, il commence à douter de sa sincérité, notamment lorsqu'il apprend par Sharon que Chelsea est allée au cimetière parler à Adam. Il fait le lien avec l'absence de Chelsea lors de leur dîner. Nicholas fait ensuite part à Phyllis de ses doutes concernant la sincérité de Chelsea. Phyllis lui parle de l'argent que Nick et Chelsea ont découvert dans leur appartement et du fait que Chelsea pourrait l'avoir placé dans la morgue funéraire d'Adam. Afin d'en avoir le cœur net, ils se rendent au cimetière où ils ne trouvent rien incriminant Chelsea. Nick ordonne à Phyllis d'abandonner ses poursuites concernant Chelsea. Mais il n'arrive pas à passer outre au fait qu'elle lui ait menti et part lui demander des explications concernant l'argent d'Adam et son implication dans le vol d'articles de Fenmore's et de Chelsea 2.0. Chelsea nie être impliqué mais n'admet pas être responsable de ce dont on l'accuse.

- Quelques jours plus tard, Chelsea demande Nick en mariage après que ce dernier lui a fait part de ses sentiments. Chelsea envisage d'adopter Christian et Nick envisage d'adopter Connor. Chelsea et Nick ne veulent cependant pas précipiter les choses mais ils souhaitent l'annoncer lors de la réunion de famille organisé par Noah à la tour Newman. Lors du rendez-vous organisé par Noah, Victor, Nikki, Nick, Chelsea et Sharon sont présents. Noah leur annonce qu'il quitte la ville pour aller travailler en Inde et en voulant porter un toast au départ de Noah, Sharon constate la bague de Chelsea et comprend qu'ils se sont fiancés. Cela étonne Sharon et particulièrement Victor. Phyllis et William, qui ont confirmation que c'est bien Chelsea qui est responsable du vol d'articles de Chelsea 2.0 et du vol d'argent de Fenmore's, se rendent au Belvédère ou ils la croisent. Ils apprennent qu'elle et Nick sont désormais fiancés. Phyllis part à nouveau confronter Chelsea pour lui dire qu'elle a la confirmation que l'argent retrouvé dans son appartement est le même qui a servi à détourner les fonds de son entreprise et de celle de Lauren et lui ordonne de quitter Nicholas. Etant coincée avec ce que Phyllis à découvert, Chelsea lui révèle qu'Adam est le véritable père de Christian, et que si Nicholas venait à être au courant, cela l'anéantirait.

- Même avec les révélations de Chelsea, Phyllis pense que cette dernière bluffe et afin d'en avoir le coeur net sur cette histoire, elle parle des révélations de Chelsea à Sharon. Phyllis n'est pas convaincue de la sincérité de Chelsea dans ses aveux mais Sharon pense qu'il y a une part de vérité dans cette "hypothèse", ajoutant le fait que Sage et Adam ait été très proches à l'époque où Adam se faisait passer pour Gabriel Bingham. Phyllis décide de rallier Sharon dans ses recherches. Sharon apporte le dossier médical de Sully et Phyllis mandate Kevin pour les aider à obtenir l'ADN d'Adam. Il refuse de les aider mais leur donne le mot de passe du système des données du poste de police. Sharon s'en charge. A son retour, elle et Phyllis en déduisent que Christian est bien le fils d'Adam. De son côté, Chelsea, sentant le danger signé Phyllis, cherche à se marier rapidement avec Nick pour couvrir ses arrières. Ne voulant pas répéter les mêmes erreurs qu'avec ses différentes ex excepté Sharon (particulièrement à cause de Faith), Nick refuse de précipiter la date de leur mariage. N'arrivant pas à trouver un compromis pour leur mariage, Chelsea arrive tout de même à convaincre Nick d'accélérer le processus d'adoption de Christian et Connor.

- Phyllis part par la suite confronter à nouveau Chelsea, et lui apprend qu'avec Sharon, elles ont découvert la vérité sur la paternité de Christian. Chelsea, qui reconnaît être responsable de ce dont on l'accuse, tente de persuader Phyllis de ne pas dévoiler la vérité à Nick. Phyllis accepte de lui laisser le bénéfice du doute, temporairement. En revanche, Sharon souhaite avouer la vérité à Nick, en vain. Lors d'une discussion au Néon Ecarlate, Sharon est sur le point de dévoiler la vérité à Nick, lorsque Phyllis intervient et invente une excuse afin d'empêcher Sharon de dévoiler le secret. Plus tard, Nick se rend au Belvédère ou il croise Chelsea. Il lui explique être confus du fait que Sharon souhaitait lui dévoiler quelque chose. Chelsea comprend vite que Sharon souhaite dévoiler la vérité à Nick. Lors de la fermeture du Néon Ecarlate, Sharon contacte à nouveau Nick ou elle est sur le point de lui dévoiler la vérité lorsqu'elle reçoit un coup sur la tête. On découvre que c'est Chelsea qui a assommé Sharon. Sentant que l'étau pourrait se refermer autour d'elle et avec toutes les multiples accusations, Chelsea vole l'argent de la caisse du Néon Ecarlate et réussit à s'éclipser. Nikki, de passage, découvre Sharon au sol et appelle les secours. Nicholas, qui venait voir si tout allait bien après que leur conversation soit interrompue, voit également Sharon inconsciente et transporté à l'hôpital. Nick et Nikki s'y rendent, accompagné de Mariah plus tard. Chelsea prépare ses valises et avant de partir, adresse une lettre à Nick ou elle dévoile la vérité sur le site-miroir, sur la paternité de Christian et fait ses adieux à Nick. Elle se rend au ranch Newman pour récupérer Connor et Christian, prétextant à Nikki qu'ils souhaitent partir en vacances quelques jours pour se changer les idées. Chelsea compte prendre la fuite, avec Christian et Connor. Mais elle revient rapidement sur sa décision et se dirige chez Victoria, ou elle laisse Christian au seuil de sa porte et part seule avec Connor, laissant Christian. Victoria contacte Nicholas. Mais avant de partir, il tombe sur l'alliance de Chelsea, qui montre qu'elle rompt ses fiançailles et tombe sur sa lettre, où elle explique que l'argent retrouvé dans la salle de bains appartenait à elle et non à Adam et avoue être responsable du site miroir qui vendaient les articles de Fenmore's et de Chelsea 2.0. Nicholas, mais aussi Christian n'arrivent pas à comprendre l'abandon de Chelsea et Connor. Le lendemain, il surprend à nouveau Sharon et Phyllis en pleine discussion au Néon Ecarlate et intervient. Sharon souhaite lui avouer la vérité mais Phyllis l'interrompt à plusieurs reprises. Sharon réussit tout de même à avouer la vérité à Nick : qu'il n'est pas le père de Christian et qu'Adam l'est. Nick apprend que Chelsea était au courant et que Sage l'a su bien avant de mourir, ce qui lui pousse à faire à nouveau un test ADN. Finalement, Nick à la confirmation qu'il n'est pas le père biologique de Christian (épisodes diffusées entre le 7 janvier et le 14 janvier 2021 sur TF1).

### Nouveau départ...
- À la suite des résultats du test ADN, Nick tente de faire comme ci de rien n'était, mais il n'arrive guère à oublier les multiples trahisons de Chelsea. Sharon propose à Nick d'emménager chez elle. Nick refuse gentiment sa proposition en voulant chercher un sens a sa vie, seul avec Christian. Il reçoit par la suite une visite d'Anita Lawson, la mère de Chelsea, qui a appris pour le départ de sa fille et à un message de sa part concernant Christian. Se sentant concerné, Nick souhaite se saisir de la clé USB que contient Anita, en échange de 25 000 dollars. Nick affirme qu'il n'a plus grand-chose depuis qu'il a décidé de verser son investissement à des orphelins, mais rétorque avoir une proposition et fait un chèque à Anita. Elle accepte le chèque après réticence. Nick visionne la vidéo de Chelsea destinée à Christian lorsqu'il sera majeur, là où elle dévoile la vérité sur sa paternité. Après avoir visionné cette vidéo, Nick décide de tourner la page avec son histoire avec Chelsea et souhaite prendre un nouveau départ. Il revient sur la proposition de Sharon d'emménager chez elle et accepte leur colocation, à l'inverse de Phyllis et Mariah, assez méfiantes concernant leur proximité.

- Un jour, Nikki et Nick organisent une réunion sur leur projet "Nouveau Départ", en compagnie de Victor, Jack, Devon et Arturo Rosales, l'entrepreneur en qui Nick a plus ou moins confiance à cause de la relation qu'il entretient avec Nikki. Après la réunion, Victor et Jack se disputent et souhaitent en venir aux mains, avant que Devon et Arturo les retiennent. Le même soir, Victor à un accident et est transporté à l'hôpital (voir Victor Newman, Jack Abbott ou J.T. Hellstrom). Il est plongé dans un coma profond. Jack devient le suspect numéro 1 lorsque Paul et Christine découvrent que celui-ci a récupéré des documents et une clé USB appartenant à Victor, et un message d'Ashley adressé à Victor qui prévient Victor de l'arrivée de Jack. Lors du centenaire de Walnut Grove, Jack est mis en état d'arrestation et est placé en garde à vue. Quelques jours plus tard, l'état de Victor s'améliore petit à petit et Nikki l'apprend à Abby, Victoria, Nick et à J.T. Par la même occasion, Paul retrouve le sang de l'agresseur et il n'appartient pas à Jack. Lorsqu'il apprend cela et avec le fait que l'étau se resserre après qu'ils ont découvert le sang de l'agresseur de Victor, J.T. décide d'agir en confrontant une dernière fois Victor avant de couper la machine qui le maintient en vie le 6 avril 2018 (épisode diffusé le 18 février 2021 sur TF1).

- Nikki découvre l'incident sur Victor et prévient les autres. Finalement, ce dernier sort du coma mais ne retrouve pas l'usage de la parole. Il tente malgré tout de révéler l'identité de son agresseur et écrit dans une tablette que lui ont fourni les Newman le nom de J.T. sans qu'ils comprennent pourquoi. Cette épreuve rapproche Nick et Victor et apaise la colère de Nick vis à vis de son père. Victor continue d'écrire sans cesse le nom de J.T. Nick pense alors que J.T. pourrait connaître l'identité de son agresseur, avant que Victor retrouve l'usage de la parole et dévoile avec difficulté que c'est J.T. son agresseur. Nick appelle Paul et lui dit ce qu'il sait sur J.T., au même moment et d'une autre manière, Paul et Christine découvrent l'implication de J.T. dans l'accident de Victor. Nick se rend chez Victoria et y trouve Sharon, Nikki et Phyllis. Il leur dévoile l'implication de J.T. dans l'agression de Victor, bien qu'elles aient été mises au courant plus tôt par Victoria sans qu'il le sache. Il repart ensuite et commence à se mettre à la recherche de J.T.

- Plus les jours passent, plus la vérité à propos de J.T. se répand sur Genoa, et également, sa disparition. Nick, qui habite chez Sharon, commence à la trouver étrange depuis la soirée filles, et constate à nouveau que ses cauchemars répétitifs refont surface. Afin de retrouver plus rapidement J.T., il lance un appel à témoins dans l'heure d'Hilary. Après l'émission, Mariah, qui était elle aussi présente à la soirée filles, commence à se souvenir d'avoir entendu la voix d'un homme. Nick en déduit que ça pourrait être J.T. et après une discussion avec Sharon ou celle-ci lui persuade d'abandonner la traque de J.T., celui-ci est encore plus déterminé à le poursuivre, il fait croire cependant à Sharon qu'il abandonne les poursuites. Il installe une appli qui permet d'avoir accès aux données de la police. Un jour, il réussit à traquer J.T. via son téléphone portable qui s'est allumé. Il se rend sur place, accompagné de Phyllis, qui le dissuade de vouloir traquer J.T. Nick retrouve le téléphone de J.T. mais le confond finalement avec un S.D.F et manque de le frapper. Du côté sentimental, la cohabitation entre Nick et Sharon les rapproche davantage et après une dispute concernant J.T., ils finissent par faire l'amour. Néanmoins, ils décident de garder leur relation purement sexuelle et non sérieuse. Mais les deux amants réalisent que leurs sentiments sont toujours présents et décident de se redonner une énième chance.

### Guerre concernant la garde de Christian
- En mai 2018, Nick et Sharon se remettent ensemble. Nick l'annonce à Victor et Sharon à Nikki. Si Victor accepte la relation de Nick et Sharon, Nikki en revanche, le prend mal et met en garde Sharon, malgré leur rapprochement après la soirée filles. Après la discussion de Nick et Victor, ce dernier annonce à Nick qu'il souhaite voir son fils retourner travailler chez Newman. Nick hésite fortement. Sharon et Phyllis lui conseille de décliner l'offre de Victor, contrairement à Victoria, contente de retrouver son frère dans le monde des affaires. Après réflexion, Nicholas accepte de revenir travailler chez Newman et l'annonce à Victor lors du Memorial Day. Cependant, il apprend que le poste qu'à pourvu Victor pour son fils est le poste qu'il avait pourvu normalement pour Victoria et part décliner son offre après le reproche de sa sœur. Blessé, Victor dévoile la vérité à propos de la paternité de Christian, mais en constatant la réaction neutre de Nick, il apprend de sa bouche qu'il est au courant de la vérité sur Christian et Adam. Nick balance ses vérités sur Victor avant de partir. Victor revient à la charge et décide de le traîner en justice.

- Nicholas compte engager Michael mais Victor le devance, il engage alors Brittany Hodges pour le représenter. Sharon, consciente du fait que Victor pourrait l'attaquer directement en remettant en cause son rôle de mère, suggère à Nick de rompre pour lui éviter la perte de Christian, mais Nick refuse de quitter Sharon. Quelques jours plus tard à lieu la médiation pour savoir qui de Nick ou de Victor aura la garde de Christian. Lors de l'audience, Nick et Victor, avec l'aide de leurs avocats respectifs, sortent leurs arguments. Nicholas à l'avantage de l'audience, tout laisse croire qu'il peut gagner. Victor, conscient qu'il est en train de perdre le procès, met en place sa stratégie avec Michael et s'en prend directement à Sharon en l'interrogeant sur ses crimes passés et son trouble bipolaire. Après réflexion, la juge décide d'accorder la garde temporaire de Christian à Victor. Anéanti par la nouvelle, Nick s'empresse de rentrer au Cottage et fait les affaires de Christian avec tristesse avant de les donner furieusement à Victor en lui déclarant la guerre. Le lendemain de l'audience, lors de la fête des pères, Nick avoue à Faith, mais aussi à Abby, Victoria et Nikki (déjà mise au courant par Victor quelques jours plus tôt) les raisons pour lesquelles Christian ne vit plus avec eux, dont le lien de parenté qu'il a avec Adam. Afin de pouvoir obtenir l'avantage lors de la réponse définitive du juge, Brittany suggère à Nicholas de rompre avec Sharon, mais Nick refuse catégoriquement et demande Sharon en mariage, ce qu'elle finit par accepter.

- Nicholas décide d'organiser une cérémonie au toit-terrasse de l'Athletic Club ou il invite famille et amis. Victor fait irruption au cours de la soirée et nargue son fils. Mais Nick justifie que ses fiançailles sont sincères avant de lui dire au revoir. Quelques jours plus tard, Victoria reçoit des menaces vocales et la société Newman est menacée : des fichiers confidentiels ont fuité, dont celle de l'état de santé de Victor, désormais publiée au grand jour. Nick engage des hommes et fait front commun avec Victor pour retrouver la trace de J.T. Concernant la garde de son fils, Nick et Sharon reçoivent la visite de l'assistante sociale concernant Christian. Après leur séance, Nick contacte Brittany et lui propose de divulguer l'état de santé de Victor, afin de le rendre inapte à élever Christian. Finalement, la médiatrice tranche et Nick remporte définitivement la garde exclusive de son fils, dû a la maladie de Victor et du fait qu'il se soucie plus des problèmes de son empire que du quotidien de son petit-fils.

- Par ailleurs, J.T, revenu en ville il y a quelques jours, sème en quelque sorte la terreur chez la famille Newman avec le vol de fichiers confidentiels de Newman, la divulgation de l'état de santé de Victor et l'utilisation de sa carte bancaire. Un soir, lorsque Nikki et Sharon le croisent, elles informent le reste de la famille Newman. Victor décide alors de le traquer à sa manière. J.T. lui donne rendez-vous pour régler ses comptes avec Victor. Ce dernier informe Victoria du message de J.T. Victoria tente de l'empêcher de s'y rendre, mais finit par accepter tout en restant inquiète pour son père. J.T. et Victor se retrouve dans une ruelle. Victor lui dit ses 4 vérités et au moment où J.T. avance vers lui, Victor veut dégainer son arme mais "J.T." révèle qu'il est réellement : Nick se faisait passer pour J.T. et finit par révéler à son père les dessous de son plan de vengeance en se servant de la carte bancaire de celui-ci, en divulguant les documents confidentiels de l'entreprise, en mettant le feu à un entrepôt et en dévoilant les soucis de santé de son père. En rentrant chez lui, Nick offre des fleurs à Sharon avant que Victor interrompe le moment et parle à Sharon de ce que Nick à fait. Sous la contrainte, il finit par lui avouer qu'il s'est fait passer pour J.T. afin de se venger de son père. Plus tard, Nikki et Victoria, mise dans la confidence par Victor, débarquent chez Sharon ou elles blâment Nicholas pour son acte. Ce dernier justifie ne rien regretter et explique les raisons pour lesquelles il s'est fait passer pour J.T. Bouleversé, Nikki part en furie. Nick explique alors à Victoria et Sharon que son plan pour battre son père n'est qu'au commencement et qu'il se concrétisera le lendemain par son nouveau projet.

### Étalon Noir, un nouvel empire Newman
- En juillet 2018, Nick fonde "Étalon Noir" (Dark Horse en VO), une entreprise des affaires, concurrent direct de Newman Entreprises. Il envoie des invitations à Nikki, Victoria, Abby, Sharon et Summer pour leur faire part de son projet de concurrencer son père et leur demande de rejoindre son entreprise. Summer décline à contrecœur sa demande dû au fait de son nouveau travail chez Fenmore's, Nikki et Victoria décident de rester aux côtés de Victor tandis que Abby et Noah (ce dernier depuis Bombay) acceptent de se joindre à Nick. Il annonce ensuite qu'il travaille en étroite collaboration avec Jack sur ce projet.

- Son projet crée une tension au sein de son couple avec Sharon. En effet, cette dernière, inquiète du changement de comportement de son fiancé, enlève sa bague de fiançailles. Nick constate cela et déçu, il part boire un verre au club. Il y retrouve Phyllis, contrariée par ses problèmes de couple avec William. Nick lui explique ce qu'il se passe avec Sharon et Phyllis compatit et ils partent dans l'appartement de Summer finir leur soirée. Ils jouent aux jeux vidéo, puis se complimentent mutuellement et finissent par coucher ensemble. Le lendemain, ils décident de ne pas reparler de cette soirée et de la garder secrète. Nicholas part ensuite s'excuser auprès de Sharon et les deux se réconcilient.

- Un soir, Lauren et Phyllis font des reproches à William, ce dernier s'attaque ensuite à Phyllis. Nick finit par intervenir et confronte William sur ses agissements de ces derniers temps et le remet en question sur sa manière de diriger Jabot. Les deux hommes finissent par se battre avant que Nick le mette à nouveau en garde. Il propose également à Lauren d'investir dans son entreprise mais revient sur sa décision, justifiant que son entreprise est centrée uniquement sur l'immobilier. Quelques semaines plus tard, Summer apprend par Kyle que Phyllis a trompé William avec un autre homme, elle pense tout d'abord à Jack mais se rend vite compte qu'il s'agit de son père lorsqu'elle apprend que lui et Sharon ont failli rompre leurs fiançailles. Ayant l'intention de tout dévoiler à William, Nick lui fait un chèque afin d'acheter son silence, ce qu'elle accepte. Nicholas, qui commence à avancer avec son projet, achète sous les conseils de Jack la société de location ou William avait investi pour ses Jaboutiques et en devient le propriétaire. Cependant, Jack constate que certains contrats devront être annulés, dont ceux de Jabot. Nick refuse d'annuler ces contrats, espérant faire pression sur William sur le long terme et remet en cause la loyauté de Jack, pensant que celui-ci veut servir uniquement ses intérêts en complotant contre son frère et non ceux d'Étalon Noir.

- Le 11 septembre, Nick organise la soirée de lancement d'Étalon Noir et y invite famille, amis et collaborateurs et présente son projet. Rey Rosales, que Nick a rencontré quelques semaines plus tôt, le met en état d'arrestation pour complicité avec J.T. (épisode diffusé le 27 juillet 2021 sur TF1). Il demande au hacker d'identifier le responsable parmi les cinq suspects, dont Nick. Le hacker reconnaît immédiatement Nick et dit que c'est lui qui l'a payé. Rey emmène Nick au bureau de Paul et lui bourre de questions à propos d'une quelconque alliance avec J.T., Nick affirme qu'il n'a pas revu J.T. depuis sa disparition en avril et nie s'être allié avec lui. Brittany le rejoint au poste et le dissuade de répondre à ses questions. Rey leur propose l'immunité, ce qu'il signifie que la déclaration de Nick ne lui portera pas préjudice auprès de la police, Nick accepte de signer cet accord et avoue à Rey qu'il ne s'est pas allié avec J.T. mais qu'il s'est fait passer pour lui. Après la déclaration de Nick, Rey le libère et il rentre chez lui retrouver Sharon.

- Le 3 octobre est le jour du mariage de Nick et Sharon. Tandis qu'elle se prépare, Nick se rend à l'église avec les autres invités et attend l'arrivée de Sharon. Le temps passe et Sharon retarde le mariage, tout le monde s'inquiète, particulièrement Nick, qui pense qu'elle a des doutes concernant leur union. Au moment où Nick souhaite annuler la cérémonie, Mariah reçoit un message de Sharon et rassemble toutes les demoiselles d'honneur et Christian aux côtés de Sharon. La cérémonie a finalement lieu et Nick déclare ses vœux à Sharon, elle les lit également mais a du mal et les déchire, voulant parler avec son cœur. Elle dit qu'elle refuse de l'épouser avant de dévoiler l'infidélité de Nick avec Phyllis au grand jour. Toute l'assemblée est choquée et Nick n'arrive pas à comprendre. Sharon et William, furieux, leur demandent des explications. Nick peine à trouver ses mots et Phyllis avoue que cela s'est produit qu'une seule fois. Sharon décide de rentrer chez elle et Nick la suit, accompagné de Noah et Mariah. Nick la supplie de lui donner une seconde chance mais Sharon catégorique, refuse de lui accorder son pardon et décide de mettre un terme à leur relation. Nick quitte alors le cottage, anéanti devant la tristesse de Sharon, Mariah et particulièrement Faith.

- Peu de temps après, Nick observe un rapprochement entre Sharon et Rey. Jaloux de celui-ci, il le met sérieusement en garde sur son rapprochement avec Sharon et lui demande de s'éloigner d'elle. Il demande entre autres à Abby de se renseigner sur lui. Lors de la fête d'Halloween, Nick se met en mode reconquête et tente de se rapprocher de Sharon en organisant une sortie avec Faith et Christian au Parc Chancellor. Mais il croise le chemin de Rey et constate à nouveau la connexion qu'il a avec Sharon. Le même soir, Nick, Faith et Christian se rendent au Néon Ecarlate à la fête organisée par Sharon. Cette dernière escorte Nick et met les choses au clair avec lui : leur rupture est définitive. Au vu du peu d'espoir qu'il a de la reconquérir et du conseil de certaines personnes tels que Nikki ou Abby, Nick accepte le choix de Sharon. Le lendemain, il reçoit une invitation de Phyllis avec des plats commandés chez Étalon Noir et les deux discutent puis les deux se complimentent sur le tournant de leur vie (entre-temps, Phyllis est devenue PDG de Jabot, voir Phyllis Summers). Phyllis déclare admirer Nick pour ce qu'il est, celui-ci se lève et l'embrasse avant d'interrompre leur baiser. Mais Nick réfléchit à deux fois, il la rattrape avant qu'elle ne parte et ils finissent par faire l'amour sur le bureau de Nick. Le lendemain, Nick et Phyllis se rhabillent rapidement, espérant ne pas être vus ensemble. Mais en allant récupérer un document dans le bureau de Nick, Arturo tombe sur Phyllis et comprend par sa tenue qu'elle a passé la nuit avec Nick. Il ose en parler à demi-mot à Jack, sans qu'il comprenne mais celui-ci remarque un drap froissé et retrouve le badge de Phyllis dans le canapé du bureau de Nick, il comprend que Nick et Phyllis ont remis le couvert. Jack en parle à Nick, étonné de cette décision soudaine alors qu'il voulait récupérer Sharon. Nick met les choses au clair avec Jack sur sa vie privée avec Phyllis. Il souhaite notamment garder secrète leur relation pour le moment. Mais très rapidement, la nouvelle sur le retour du couple de Phyllis et Nick se répand, dont Sharon qui est choquée en croisant Nick et Phyllis au Néon Ecarlate.

- Le soir du lancement des Jaboutiques, Phyllis invite Nick à être son cavalier. Celui-ci accepte de venir et de sponsoriser sa soirée de lancement. Sur place, ils surprennent Sharon et William ensemble. Nick demande quel est le but de Sharon en venant avec William, celle-ci le remet à sa place en disant qu'il n'a pas le droit à la parole. En fin de soirée, Nick propose à Phyllis de venir habiter chez lui mais elle évite le sujet. Le lendemain, Nick envoie plusieurs demandes à Phyllis, qui continue d'ignorer ses textos. Finalement, il part rejoindre Phyllis mais celle-ci le devance en se rendant à son bureau. Ils ont une discussion ou Nick regrette d'avoir précipité les choses en lui proposant de venir habiter chez lui, mais Phyllis le contredit en lui disant qu'elle accepte leur cohabitation et emménage chez Nick.

### La mascarade orchestrée par J.T.
- Peu avant les fêtes de Noël, Nikki à un accident de voiture en sortant de la fête organisée par Jabot à l'Athletic Club. Elle est transportée rapidement aux urgences. Nick et Victoria apprennent l'accident de leur mère plus tard dans la soirée et se rendent rapidement à l'hôpital, accompagné de Jack, William, Phyllis et Kerry Johnson, la nouvelle chimiste de Jabot. Le lendemain de l'accident, Victoria et Nick apprennent par Nate qu'un fort taux d’alcool a été retrouvé dans le sang de Nikki, ce qui étonne fortement Nick, pensant qu'elle n'avait aucun stress, mis à part les interrogatoires répétitifs de Rey Rosales à son égard. Peu après, ils apprennent que c'est Rey qui enquête sur l'accident. Révolté avec le fait qu'il enquête constamment sur les Newman concernant l'affaire J.T., Nick sermonne violemment Rey avant de manquer de le frapper. Les jours passent, l'état de Nikki ne s'améliore pas et Victor reste injoignable, ce qui inquiète fortement Nick et Victoria. Le soir du réveillon de Noël, Nate annonce aux Newman que Nikki pourrait mourir d'ici peu. Avec leurs familles et amis, Nick et Victoria décident de passer Noël aux côtés de leur mère. Lorsque Nick, Sharon et Noah, de retour en ville pour Nikki lui rendent visite, Noah sent que sa grand-mère lui a serré la main et Nick le constate en même temps. Ce dernier va en informer Nate, qui lui dit que ce n'est qu'un simple réflexe de sa part. Malgré tout, Nikki finit par se réveiller le lendemain de Noël. Tout le monde est ravi et part lui rendre visite. Au moment où Nick, Victoria et Phyllis souhaitent parler à nouveau avec Nikki, ils se rendent compte qu'elle a disparu. Nick souhaite se lancer à sa recherche à sa façon. Rey, qui est également sur le coup, reçoit la visite de Nick au poste qui souhaite avoir des informations sur la disparition de sa mère. Les deux hommes finissent par collaborer. Rey reçoit ensuite les images de vidéo-caméra surveillance montrant un homme portant un masque d'hôpital et un accoutrement de médecin. Il en conclut que c'est le ravisseur et que c'est également un employé de l'hôpital. Nick repart ensuite à l'hôpital et surprend le ravisseur de Nikki. En allant l'interpeller, il découvre que c'est Nate. Celui-ci finit par lui avouer que Victor l'a missionné afin que celui-ci puisse protéger Nikki des gens qui lui veulent du mal. Nick souhaite le dénoncer mais Nate le persuade de ne pas le faire. Nate et Nick retrouvent le chauffeur de l'ambulance privé, qui refusent de les libérer, voulant exécuter les ordres de Victor. Il les conduit jusqu'à un aérodrome (celui qui a permis à Chloe de prendre la fuite en avril 2017, lorsqu'elle était recherchée pour le meurtre d'Adam) ou Nick retrouve son père après plusieurs semaines sans donner signe de vie et apprend les dessous de son plan. Nick refuse tout d'abord que Victor éloigne Nikki de sa famille mais au vu des récents évènements concernant leur famille, il accepte de laisser Victor, Nikki et Nate partir. Au moment de décoller, Rey et son équipe interviennent sur le terrain, ce qui empêche le vol de se faire et arrête Victor, Nick et Nate et place Nikki à l'hôpital, en compagnie d'un agent de sécurité. Par la suite en raison de manque de preuves, Nate et Nick sont libérés tandis que Victor, principal suspect dans l'affaire du meurtre de J.T., reste cependant en détention.

- Bien que Nick ait du mal à croire en l'innocence de Victor, il va tout de même rendre visite à son père en prison en compagnie de Victoria. Victor affirme ne pas avoir tué J.T. et demande à son fils, en dépit de leur animosité, de l'aider à prouver son innocence. Nick ne refuse pas sa demande et commence à se demander si Victor est réellement pas mêlé au meurtre de J.T. Il reçoit ensuite la visite de Victoria, qui lui soumet l'idée de venir à la cérémonie commémorative en l'honneur de J.T. Nick accepte de venir, pour Reed au grand dam de Phyllis, qui refuse au départ mais change d'avis lorsqu'elle apprend que Nikki sera présente. La cérémonie, organisée chez Victoria, reçoit plus d'invités que prévu. Seuls Reed et Traci prennent la parole pour faire l'éloge de J.T. Mais lorsque Nikki souhaite ajouter quelque chose, Phyllis intervient et parle à sa place. Elle parle du mauvais côté de J.T. et dévoile à quel point il était violent envers Victoria, aussi physiquement que moralement. Reed, tout comme la plupart des invités, apprend cela et demande confirmation à sa mère, qui lui confirme indirectement. Reed s'énerve, balance la photo de son père et monte énervé dans sa chambre. Presque toute l'assemblée en veut à Phyllis, y compris Nick qui refuse de rentrer avec elle et raccompagne Nikki au ranch, enfin rénové. Au moment où Nick souhaite rentrer chez lui, il entend sa mère crier en pleurs. Nikki lui montre le tisonnier posé devant la cheminée et lui avoue que c'est l'arme du crime du meurtre de J.T. Nick lui demande comment elle le sait, Nikki lui avoue qu'elle a tué J.T. (épisode diffusé en France le 25 novembre 2021 sur TF1). Confus, il cherche à comprendre davantage ce que lui raconte sa mère. Nikki lui avoue (presque) toute la vérité (sans y inclure Phyllis et Sharon, elles aussi mêlées à cette histoire) et lui raconte qu'un soir, elle a surpris J.T. en train de violenter Victoria et qu'elle a saisi le tisonnier pour l'assommer mais qu'elle s'est rendu vite compte qu'il était mort. Avec Victoria, elles avaient décidé d'aller l'enterrer au Parc Chancellor sous la sculpture de Katherine. Nick demande à quand remontent ces évènements et Nikki lui dit que c'était il y a des mois de cela. Nick comprend alors que lorsqu'il s'était fait passer pour J.T. pour se venger de son père, celui-ci était déjà mort. Il s'excuse auprès de Nikki pour cela et renforce la sécurité du ranch et de sa mère. Il se réconcilie avec Phyllis, omettant les détails qui l'ont fait changer d'avis. Plus tard, il rend visite à Victor en prison. Désormais convaincu de l'innocence de son père, il fait appel à Michael pour le représenter, ce que Victor refuse d'abord, voulant continuer à affronter la justice seul mais Nick réussit à le persuader d'avoir du soutien de lui en mettant sa rancœur de côté et de Michael en tant qu'avocat. Victor accepte finalement la requête de Nick et lui promet qu'il sera bientôt de retour chez lui.

- Désormais convaincu de l'innocence de son père, Nicholas décide de faire taire les rumeurs à ce sujet. Il donne une interview aux médias, clamant l'innocence de son père à plusieurs reprises. Victor est très vite libéré de prison avec un bracelet électronique et apprend que Nikki est la meurtrière de J.T. Avec Nick, ils décident de protéger Nikki et Victoria. De son côté, Nick commence à énumérer une liste potentielle de suspects qui veulent piéger Victor en pensant à des gens comme Kevin, Chelsea, Luca Santori, Ian Ward, J.T. s'il est encore vivant ou encore même Jack, qui lui affirme directement qu'il n'y est pas mêlé mais piste Nick vers Phyllis, qui à de véritables raisons de vouloir piéger Victor, sachant qu'elle le déteste et le revendique toujours. Nick admet à Jack qu'il pense également que Phyllis pourrait être celle qui tente de faire accuser Victor du meurtre de J.T. Quelques jours plus tard, il reçoit un appel de Nikki, qui lui avoue que Phyllis est également complice du meurtre de J.T. Nick impose alors à Phyllis un interrogatoire ou il souhaite la vérité. Phyllis lui raconte sa version et avoue à Nick que Sharon était aussi à la fête, ce qui prouve qu'elle est également mêlée à l'affaire. Déboussolé, Nick décide de convoquer Victoria, Nikki, Phyllis et Sharon et leur demande la véritable histoire de cette affaire. Il a confirmation que Sharon était bien elle aussi dans le coup puis apprend toute l'histoire sur le meurtre de J.T. (voir Nikki Newman, Phyllis Summers et Sharon Newman mais principalement Victoria Newman). Ensuite, il consulte Sharon en privé et lui demande les raisons pour lesquelles elle n'a rien dit à ce sujet. Nick apprend que Sharon avait l'intention de tout lui dire la veille de leur mariage et Sharon apprend également que Nick allait lui dévoiler son infidélité ce soir-là. Leur discussion fait remonter des rancœurs, notamment du côté de Sharon, qui reproche à Nick de toujours jongler entre Sharon et Phyllis. Après sa discussion avec Sharon, Nick pardonne ensuite Phyllis, comprenant et admirant le fait qu'elle a veillé sur la liberté de Victoria, Nikki et Sharon.

- Quelques jours plus tard, Nikki est chargée de garder Katie au ranch. Mais alors qu'elle s'assoupit un instant, Katie disparaît. Inquiète, Nikki l'apprend à Victoria, Victor et Nick. William les rejoint plus tard et souhaite contacter la police, mais les Newman refusent de les mêler à cela. Ils finissent par retrouver Katie, coincée dans un mur sombre. Nick et William parviennent à la libérer. Juste après, Nick remarque que des caméras de surveillance ainsi que des micros ont été installées derrière ce mur. Les Newman commencent à penser que J.T. pourrait avoir simulé sa mort et donc qu'il serait toujours en vie. Le portrait-robot que Katie a dessiné de son ami (vêtue d'une cape noire) que William montre au Newman accentue le doute chez les Newman. Nick en parle à Phyllis, puis à Michael à qui il présente les preuves qu'il envoie faire tester dans un labo. Michael le rappelle et lui dit que la police scientifique n'a relevé aucune trace ADN. Cela confirme Nick sur ses soupçons concernant le décès de J.T. De plus, Sharon reçoit anonymement un enregistrement audio de Nick et Victor qui les portent préjudice. Sharon raconte à Nick qu'on entend Victor qui souhaitait se débarrasser de l'arme du crime et justifiant que J.T. devait mourir. Nick dit se souvenir de cette discussion, mais dit qu'elle était centrée sur Nikki, Sharon lui répond que ni Nikki, ni le tisonnier y sont mentionnés. Nick comprend que cet enregistrement a été modifié dans le but d'incriminer directement Victor, que J.T. pourrait être la source anonyme et fait part à Sharon de ses découvertes et de ses soupçons le concernant. Cette dernière fait ensuite écouter l'enregistrement à Rey, qui estime que c'est la preuve ultime pour faire tomber Victor et l'avoue à Nick, justifiant le fait qu'elle était dans l'impossibilité de supprimer le message, Nick comprend le sacrifice de Sharon. Il rejoint ses parents au ranch et apprennent par Michael qu'avec l'enregistrement, la date du procès de Victor a été avancée au lendemain. Il leur fait écouter l'enregistrement. Victor et Nicholas rétorquent qu'il a été falsifié et souhaitent décaler la date du procès. Michael leur dit que c'est impossible et leur soumet l'idée de faire avouer à Victor son "propre crime" en cas de légitime défense. Ils refusent de le faire. Nick adresse ensuite son soutien à son père et cela entraîne une réconciliation entre les deux hommes. Le lendemain, Nick réunit Phyllis, Victoria, Abby, Sharon et Mariah pour parler d'une stratégie de défense contre les médias pour camoufler au maximum l'évènement. Abby propose de faire appel à Arturo et Sharon propose une idée qui peut acquitter Victor et protéger Nikki : elle propose que Nikki et les autres se dénoncent en jouant la carte de la sensibilité auprès du juge et du jury mais conscient que cela est trop gros à gérer pour eux, les autres refusent son idée. Nick et Victoria rejoignent ensuite Victor et Nikki au ranch avant le procès. Lorsque Rey, Christine et les policiers sont sur le point d'escorter Victor du ranch, Nikki les interrompt et leur avoue qu'elle a tuée J.T. Elle est ensuite mise en état d'arrestation et placée en garde a vue.

- Le soir de la Saint-Valentin, alors qu'il le passait avec Phyllis, celle-ci est mise en état d'arrestation pour complicité dans le meurtre de J.T., sans que Nick comprenne pourquoi. Il comprend ensuite que c'est par rapport à J.T. lorsqu'il découvre que Victoria et Sharon ont elles aussi étés arrêtées. Dans la soirée, Phyllis est rapidement libérée tandis que Nikki, Victoria et Sharon sont toujours placées en détention, ce qui interroge Nick. Le 22 février (épisode diffusé le 5 janvier 2022 sur TF1) a lieu l'audience préliminaire de Victoria, Nikki, Sharon et Phyllis pour déterminer leur liberté. Mais l'assemblée s'aperçoit vite que Phyllis n'est pas dans le banc des accusés lorsqu'ils la voient arriver en compagnie de Nick et comprennent qu'elle a trahie ses complices. Nick le comprend également lorsqu'il découvre qu'elle a passé un accord avec Christine, qui explique les raisons de sa libération, Phyllis désormais acquittée de toute accusation. Finalement, le juge accepte la requête de Christine et refuse la liberté de Victoria, Nikki et Sharon, qui restent en détention jusqu'à leur procès. Nick est abasourdi et quitte la salle énervé. Le lendemain, il confronte Phyllis et la blâme pour sa trahison et sa lâcheté vis-à-vis de ses complices. Phyllis lui donne ses raisons mais Nick refuse de les entendre et décide de mettre fin à leur relation.

- Le 28 février 2019 (épisodes diffusées entre le 10 et le 21 janvier 2022 sur TF1) commence le procès de Victoria, Nikki et Sharon. Christine relate les faits, décrivant les trois femmes comme des meurtrières, ce qui agace Victor, qui s'emporte contre Christine au tribunal. Le juge ordonne ensuite à Victor de sortir, ce qu'il exécute après que Nick et Michael l'en convainc. Plus tard, Christine appelle Mariah à la barre, qui raconte ce qu'il s'est passé au cours de la soirée, sans trop incriminer sa mère et ses complices. Vient ensuite le tour de Phyllis, qui témoigne ce qu'il s'est passé en prenant la défense de ses anciennes complices. Mais Christine donne une version plus crue de l'histoire de Phyllis, décrivant sans cesse l'acte des filles comme un meurtre non prémédité et non comme de la légitime défense. Phyllis tombe dans le piège de Christine et avoue avec émotion la vérité. Elle se fait également cuisiner par Michael (pour Victoria et Nikki) et par Brittany (pour Sharon), concernant les relations qu'elle entretient avec elles. Après son témoignage, tout le monde est révolté par sa trahison, particulièrement Nick, qui la confronte une dernière fois, refusant de lui accorder son pardon. Le lendemain, c'est Tessa qui passe à la barre, expliquant comment elle à découvert la vidéo ou on voit les quatre femmes déplacer le corps de J.T. Michael l'interroge sur son chantage et Tessa admet avoir escroqué les quatre complices. Michael pousse encore plus loin en parlant des lettres anonymes, mais aussi de sa responsabilité dans le meurtre de J.T., envisageant même la possibilité que Tessa aurait pu tuer J.T. en se basant sur son passé, ce qui retourne l'attention du jury sur Tessa et non les accusées. Christine interroge ensuite Tessa et l'interroge sur l'histoire du chantage, mais Tessa reste vague, ce qui met le doute à Christine sur son implication, avant que Tessa ne révèle avoir été enlevée par Victoria, Nikki et Sharon. Nick s'en va, refusant d'en écouter plus. Michael révèle ensuite pendant la suspension du procès qu'il va être difficile de les acquitter avec ces nouvelles preuves mais Brittany annonce avoir une stratégie de défense pour oublier l'histoire de Tessa : appeler Rey à la barre. Après le témoignage de Rey (voir Rey Rosales ou Sharon Newman), c'est Victoria qui témoigne avec émotion en répondant aux questions de Michael, touchant le jury mais Christine tente de remettre en question le rôle de Victoria, montrant au jury que Victoria n'est pas toute blanche dans cette affaire. Après le témoignage de Victoria, Nick tente de les sauver et revient sur l'hypothèse sur laquelle J.T. serait toujours en vie. Il demande à William de l'aider à prouver cette théorie, il accepte. Le 13 mars, le jury rend sa sentence et juge à l'unanimité les 3 femmes coupables. Mais juste avant que la juge donne son verdict, William, Jack, Nick et Mariah témoignent en faveur des accusées, lui demandant d'être clémente. La juge entend ces requêtes et donne son verdict : Sharon est condamnée à 3 ans de prison, Victoria à 10 ans de prison et Nikki à 30 ans de prison.

- Afin de prouver que J.T. serait toujours vivant, Nick et William sollicitent l'aide de Rey et lui proposent de réparer ses erreurs en les aidant à traquer J.T., celui-ci accepte de marcher avec eux, notamment par amour pour Sharon. Plus tard, lorsque Victoria, Nikki et Sharon sont conduites vers la prison, le fourgon s'arrête devant le chalet Abbott, devant l'incompréhension des trois femmes. Elles apprennent ensuite que les deux policiers étaient de mèche avec Nick, William et Rey. Nick leur apprend ensuite qu'elles sont en fuite afin de l'aider à prouver que J.T. est toujours vivant. Ensuite avec William, ils trouvent chez Victoria un micro que J.T. avait planqué et font exprès de parler de l'évasion des filles dans le but de l'attirer dans les entrepôts d'Étalon Noir mais leur plan commence à tarder et J.T. ne se pointe pas. Nick et William s'inquiètent de la tournée de leur plan, mais également de l'accord que Rey a conclu avec eux, songeant à une éventuelle trahison de sa part. Nick rejoint Rey au poste, suivi de Victor qui le blâme pour l'évasion des fugitives. Nick lui explique ensuite la situation et Victor souhaite se rendre au chalet, Nick le suit. Sur place, ils retrouvent William et ont la surprise de tomber sur Phyllis. En sentant l'odeur du gaz à proximité du chalet, ils en concluent que J.T. est sur les lieux et se précipitent pour sauver les autres, tous évanouis au cause du gaz. J.T. est ensuite conduit à l'hôpital et les trois femmes au poste. Le lendemain, les poursuites contre Sharon, Victoria et Nikki sont abandonnées et J.T. est conduit en prison après son séjour à l'hôpital.

### Adam de retour "d'entre les morts" à Genoa
- Au printemps 2019, Nikki et Victoria se posent des questions à propos des affaires mystérieuses de Victor à Las Vegas, surtout lorsqu'elles apprennent qu'il participe à des parties de poker en compagnie d'un homme, nommé "Spider" et qu'il voit régulièrement un psychiatre. Nicholas apprend par sa mère qu'elle a engagé Rey pour trouver Victor et savoir ce qu'il fabrique. Il apprend également que Sharon est partie avec lui. Plus tard dans la journée, il reçoit un appel de Sharon qui lui dévoile les raisons pour lesquelles Victor est à Las Vegas : celui-ci a découvert que Adam a survécu à l'explosion du chalet, qu'il réside à Las Vegas, qu'il se fait appeler "Spider", qu'il joue à des parties de poker clandestins et qu'il est amnésique. Nick n'y croit pas puis pense que Adam bluffe pour se venger de leur père. Il apprend par la suite que Victor a demandé à Sharon d'aider Adam à retrouver la mémoire. Nick s'inquiète de ce que le retour d'Adam pourrait impliquer pour Sharon, mais aussi pour lui et Christian.

- Adam revient finalement à Genoa et rencontre Nick, partagé entre la joie et la méfiance de son retour d'entre les morts. Il lui fait souligner qu'ils commençaient à développer une relation fraternelle avant sa mort présumée et que maintenant avec le temps il a des doutes concernant ses intentions (dont son amnésie) et le met en garde sur sa présence en ville. Peu après, Victor débarque à l'improviste chez Nick avec Adam afin d'organiser une rencontre entre Adam et Christian. Nick refuse de le faire, Adam également. Nicholas accorde finalement à contrecœur une rencontre entre Christian et Adam. Juste après, Adam se fait tirer dessus à la sellerie alors qu’il était sur le point de quitter la ville. Il est admis à l’hôpital ou il recouvre la mémoire à son réveil. Nick, Nikki, Victoria et Abby l’apprennent par Victor mais ne souhaitent pas lui donner le bénéfice du doute, notamment Nick et Victoria, pensant qu’il a feint l’amnésie. En sortant de l’hôpital, Adam donne rendez-vous à Victoria et Nick chez Etalon Noir et leur fait part de sa décision de refaire sa vie ailleurs loin des Newman et de Genoa sous 3 conditions : il demande à obtenir 500 millions de dollars (les gains obtenus par Nick, Victoria et Abby lors de leur procès contre Victor en 2011), savoir ou sont Chelsea et Connor et exige de récupérer Christian. Nick lui apporte sa réponse et refuse de lui donner Christian. Afin de garder un œil sur son frère, Nick décide d'engager Rey chez Etalon Noir, ce dernier accepte. Rey découvre grâce à son contact qu'Adam a engagé un détective privé et le fait savoir à Nick. Ce dernier apprend que Adam a engagé un détective privé pour enquêter sur Chloe, qu'il croit toujours vivante. Nick, endetté jusqu'au cou, apprend qu'Adam a racheté Etalon Noir afin de faire pression sur lui. Adam lui propose alors un deal : Etalon Noir contre Christian. Nick décide de céder son entreprise à Adam, refusant de lui donner Christian comme monnaie d'échange.

- Peu après, Nick découvre qu'Adam l’attaque en justice pour obtenir la garde de Christian. Afin d’avoir un angle d’attaque pour l’audience, Nick demande à Rey d’enquêter sur le passé d’Adam à Las Vegas. Dans la soirée, il reçoit la visite de Victoria, qui lui avoue que Victor l’a élue PDG pendant sa convalescence. Elle souhaite se réconcilier avec Nick et par-dessus tout, l’engager chez Newman en tant que directeur des opérations afin de contrer Adam. Nick refuse l’offre de Victoria mais accepte son pardon. Juste après, c’est Victor qui vient lui rendre visite. Père et fils ont une discussion ou ils mettent les choses à plat et s’excusent mutuellement pour les erreurs qu’ils ont pu se faire l’un et l’autre.

- Rey revient de Vegas où il dit à Nick n’avoir rien récolté sur Adam, à cause de la discrétion de Riza, l’ancien agent d’Adam à Vegas qui a refusé de coopérer. Nick lui suggère d’y retourner et de la rencontrer en personne pour en savoir plus sur les personnes qu’Adam a côtoyées. Il reçoit ensuite un message d’Adam qui lui demande de se rendre à Etalon Noir. Nick a la surprise de tomber sur la vidéo ou il se faisait passer pour J.T. pour faire peur à son père. Adam, désormais convaincu qu’avec cette vidéo il obtiendra la garde de Christian, nargue Nick et le menace de mettre la vidéo en ligne. S’ensuit une dispute entre les deux frères qui sont sur le point d’en venir aux mains mais Chelsea débarque à l’improviste, interrompant la dispute de Nick et Adam (épisode diffusé le 5 mai 2022 sur TF1).

- Le retour de Chelsea chamboule l’esprit de Nick, qui tient à avoir des réponses de sa part après sa fuite. Chelsea lui explique les raisons qui lui ont poussées à s’enfuir et s’excuse auprès de lui. Nick lui accorde son pardon et l’invite à venir à la fête foraine du 4 juillet ou Chelsea retrouve Christian. Le même soir, Nick l’invite à dîner au Society. Il en apprend davantage sur la vie de Chelsea après sa fuite et rencontre ensuite Calvin, le mari de Chelsea qui vient à l’improviste au rendez-vous. Le lendemain soir, il reçoit un appel de Chelsea en pleurs qui lui annonce que Calvin vient de mourir (épisode diffusé le 12 mai 2022 sur TF1). Il se rend immédiatement au Club. Nick propose ensuite à Chelsea d'emménager chez lui, elle accepte mais c'est sans compter sur Adam qui cherche à réconforter Chelsea après avoir lui aussi appris la nouvelle sur Calvin. Chelsea lui fait savoir fermement qu'elle ne veut plus de lui dans sa vie. Cette dernière souhaite annoncer la nouvelle de la mort de Calvin a Connor. Nick se propose de l’accompagner avec le jet Newman, Chelsea accepte. En revenant à Genoa, Chelsea et Nick reçoivent la visite de Paul qui les informe que l’autopsie est inexploitable et que la piste de la mort naturelle n’est peut-être pas la seule, ce qui laisse penser à la police que la piste d’un meurtre est envisageable. Chelsea constate que Paul la suspecte d’avoir une part de responsabilité tandis que Nick pense qu’Adam est dans le coup. Il va voir Paul et lui conseille de centrer ses recherches sur Adam, justifiant le fait qu’il avait un mobile pour le tuer puisqu’il voulait impérativement récupérer Chelsea et Connor. Il croise par la suite Rey, qui revient de Las Vegas et qui lui rapporte ce qu’il a découvert sur place : Adam a été en contact avec un ancien habitant de Genoa, Chance. Celui-ci avait été arrêté pour agression et a été libéré par Adam, ce qui étonne Nick qui a le souvenir que Chance et Adam n’avaient rien en commun. Nick rend ensuite visite à Jill pour savoir ce que devient Chance et lui rapporte que son petit-fils et Adam ont eu une connexion à Las Vegas. Nick apprend par Jill qu’elle n’a pas eu de nouvelles de Chance depuis environ une année, ce qui rejoint la justification de Rey lui disant que Chance a résidé là-bas pratiquement toute l’année précédente. De plus, Rey apprend à Nick que Chance trempe dans du blanchiment d'argent.

- Le 22 juillet est le jour de l'audience pour la garde de Christian. Avant de se rendre à l'audience, Nick souhaite revoir sa stratégie de défense avec Michael mais il apprend que celui-ci le laisse tomber au dernier moment à cause d'une controverse à propos de la femme du juge chargé de l'affaire. Nick déduit qu'Adam fait du chantage à Michael et s'en va à l'audience seul. Il tient tout de même à assurer l'audience, bien que cela signifie se défendre seul face à Adam et son avocate. Lors de l'audience, Nick parle le premier, apportant ses arguments et les raisons qui font qu'il est un bon père pour Christian et qu'il doit avoir la garde de l'enfant. Puis vient le tour d'Adam, qui assume bien avoir renoncé à la garde de Christian lors de sa naissance mais qu'il souhaite désormais plus que tout récupérer son fils biologique, justifiant que le petit doit vivre dans un environnement stable à cause du passé amoureux de Nick. Au cours de l'audience, le téléphone de l'avocate d'Adam sonne et celle-ci est choquée de ce qu'elle voit et le montre au juge qui visionne lui aussi le contenu : il s'agit de la vidéo de Nick se faisant passer pour J.T. qu'Adam a rendu publique. Nick tente de justifier son acte puis rappelle à Adam ses erreurs passées, entraînant par la suite une dispute entre les deux frères et interrompant l’audience, le juge excédé par leur comportement. Dans la journée, ce dernier rend sa décision et n'accorde ni à Nick, ni à Adam la garde du petit. Il les laisse un délai de 3 mois afin que les deux se mettent d'accord pour ce qui est le mieux pour Christian et leur demande en attendant de trouver un tuteur légal pour l'enfant, le cas échéant il serait placé en famille d'accueil. Nick sollicite l'aide de Victoria qui accepte directement. Le juge rend son verdict et décide que Victoria sera la tutrice de Christian et que les visites d'Adam ainsi que de Nick seront sous surveillance, ce qui révolte ce dernier. En rentrant chez lui, Nick informe Christian qu'il vivra quelque temps chez sa tante Victoria et ses cousins et qu'il viendra lui rendre visite quelque temps. Il regarde ensuite son fils partir avec Victoria, abattu par le départ de son fils.

- Nicholas tente de distraire ses pensées sur sa carrière professionnelle. Il récupère la minorité des actifs immobiliers d’Etalon Noir grâce à Victoria et Phyllis avec qui il accepte d'enterrer la hache de guerre. Nick cède le reste de ses actifs immobiliers à Victoria. Il décide par la suite de relancer son projet de logements immobiliers laissé à l’abandon "Nouveau Départ" avec l’aide de Devon qui accepte et se voit perdre son détective privé Rey qui décide d’abandonner l’affaire Adam-Chance à la suite de sa récente rupture avec Sharon et de revenir dans les forces de l’ordre. Concernant Christian, Nick lui rend régulièrement visite au détriment d’Adam qui ne le voie quasiment jamais. Ce dernier comprend très vite la stratégie de Victoria de l’éloigner de Christian et la met en garde. En réalité, Victoria tente bien de réduire le temps d’Adam avec Christian pour Nick, geste qu’il apprécie. Avec l’aide de Michael, Adam finit par obtenir un droit de visite obligatoire auprès de Christian et informe Nick qu’il va dévoiler la vérité sur sa paternité. Nick part confronter Michael sur le dénouement des choses depuis qu’il l’a laissé tomber pour Adam avant de se rendre au parc où il surprend son frère dévoiler à Christian qu’il est son véritable père. Il interrompt le moment d’Adam et Christian et demande à Monique d’emmener son fils ailleurs. Nick règle ensuite ses comptes avec Adam qui répond à ses attaques jusqu’à le pousser à bout. Nick finit par le frapper devant Sharon qui vient séparer les deux frères. Lorsqu'il voit Sharon prendre la défense d'Adam, il comprend alors que ce dernier a fait en sorte qu'elle assiste à la scène.

- Le 26 août lors d’une réunion de famille des Newman, Adam intervient et leur annonce qu’il abandonne sa demande de garde concernant Christian. Il cède la garde complète à Nick. Cependant, il leur annonce qu’il va se venger de chacun d’entre eux. Le lendemain se tient l’audience pour savoir si Christian part vivre chez Nick ou Adam. Ce dernier qui a abandonné la bataille contre Nick ne se rend pas à l’audience. Le juge souhaite annuler l’audience mais Nick apporte ses arguments en montrant son amour pour son fils et tout en demandant au juge de ne pas le punir pour ses actes. Après l’audience, Nick part retrouver Christian et lui annonce qu’il rentre enfin chez lui. Christian retrouve Connor pour la première fois et les deux cousins jouent aux jeux vidéo ensemble avant d’aller dormir. Nick et Chelsea ont ensuite une discussion à cœur ouvert qui se solde par un baiser. Ils se remettent en couple en passant la nuit ensemble.

- Le 13 septembre, Nicholas reçoit un message de Nikki lui disant de venir au ranch a propos de Victor. Il est rejoint par Abby, Summer, Nate ainsi qu’Adam. Victoria étant injoignable, Victor décide de commencer la réunion sans elle. Il leur dévoile que ces derniers temps, les médicaments ont provoqué des symptômes plus graves en lui (malaises répétées), par conséquent il annonce a sa famille qu’il poursuivra son traitement à l’étranger et leur demande a tous de se tolérer les uns des autres pendant son absence. Au moment ou Victor se lève pour s’en aller, ce dernier fait un arrêt cardiaque et perd connaissance (épisode diffusé le 26 juillet 2022 sur TF1). Finalement, Victor ne survit pas et meurt sur le coup. Les Newman sont dévastés. Adam tente de faire quelque chose pour réconforter sa famille mais Nick refuse, le rendant responsable de ce drame. Nick blâme sévèrement Adam et lui ordonne de partir en le mettant en garde sur son implication dans la mort de Victor. Par la suite, les Newman essayent de rassembler des preuves contre Adam qu’ils suspectent être le meurtrier de Victor. Paul et Rey trouvent des preuves que le médicament de Victor a été trafiqué mais Rey met Victoria en état d’arrestation pour le meurtre de Victor. Elle est rapidement libérée et retrouve William, Nikki ainsi que Victor au ranch, bel et bien vivant. En réalité, Victor a feint sa mort afin de faire culpabiliser Adam concernant ses actes avec l'aide des Newman et de Nate. Seuls Nikki, Victoria, Nick, Abby, Noah, Nate ainsi que Paul sont mis dans la confidence. Nick propose a Adam de se rendre aux "funérailles" de Victor, en volonté de ce dernier (en réalité pour le piéger) mais Adam décide de quitter discrètement et définitivement Genoa et découvre que son père est toujours en vie. Ils ont une longue discussion avant le départ d'Adam (voir Victor Newman ou Adam Newman). Connor, qui vient d'apprendre que son père a quitté la ville pour une durée indéterminée, vit mal le départ de son père. Chelsea en parle a Nick qui ne regrette pas le départ d'Adam. Elle lui reproche sa rancœur envers son frère ce qui a causé son départ. Sous le coup de la pression, il finit par lui avouer que Victor est en vie. Chelsea lui en veut beaucoup et a du mal a lui pardonner. Plus tard dans la journée, Victor prévoit de faire une conférence de presse pour annoncer qu'il est toujours en vie avec l'aide de Michael qu'il met dans la confidence. Tout Genoa apprennent la vérité sur Victor dont Summer, Phyllis, Faith et Sharon qui en veulent a Nick (hormis Sharon) et au reste des Newman de ne pas avoir été mis dans la confidence.

- Avec le départ d’Adam, le comportement de Connor change. Il refuse de communiquer avec Chelsea et Nick, devient direct et agressif dans ses propos et ses agissements. Chelsea est peinée par la situation et tente de communiquer avec lui mais rien y fait. Nick lui propose de faire appel à Sharon. Chelsea hésite au départ mais finit par céder et contacte Sharon afin qu’elle rende visite a Connor, elle accepte de l’aider malgré leurs désaccords. Sharon commence à rendre régulièrement visite a Connor ce que le petit apprécie et s’ouvre plus facilement à elle. Mais son comportement ne s’améliore pas car il se fait exclure de son établissement a plusieurs reprises pour avoir manqué de respect a sa maîtresse ou encore pour avoir agressé un camarade de classe sans raison. Connor admet avec rage qu’il en veut à tout le monde de lui avoir menti puis réclame son père en pleurs. Chelsea contacte Sharon et lui demande si elle sait ou est Adam. Sharon répond qu’elle ignore mais lui dit que Phyllis est au courant. Ils finissent par avoir le nouveau numéro d’Adam et sa localisation. Chelsea ainsi que Connor l'appellent à plusieurs reprises sans que celui-ci daigne décrocher. Malgré ça, le comportement de Connor ne change pas et empire, il finit même par enfermer volontairement Christian dans la cabane du jardin. Lorsque Nick retrouve Christian apeuré, lui et Chelsea punissent Connor et cette dernière décide de faire revenir Adam a Genoa, selon le désir de Connor de revoir son père. Nick n'apprécie pas l'idée mais se propose d'aller le chercher à Las Vegas. Il se rend sur place et retrouve Adam qui ne souhaite pas lui parler ou avoir affaire à lui. Nick admet qu'il ne souhaite pas non plus qu'il retourne a Genoa mais il lui explique que Connor a des problèmes et que le départ de son père déteint sur sa vie. Adam refuse tout de même de revenir en ville, pensant que son fils serait mieux sans lui. Avant de rentrer à Genoa, Nick reçoit un appel de Chelsea qui lui explique que Connor s'est cassé le bras en voulant jouer au superhéros, croyant qu'il est "invincible" comme Adam et Victor. Nick explique a Adam ce que son départ coûte à la vie de son fils, Adam décide finalement de revenir à Genoa.

- Adam rentre en ville et retrouve son fils, content de le voir mais méfiant. Adam promet a Connor qu'il ne l'abandonnera plus puis le petit demande à Chelsea et Nick s'il peut aller vivre chez son père. Chelsea accepte dans l'immédiat aux dépens de Nick qui n'apprécie pas qu'Adam approche Connor.

- En octobre, Nick et Devon inaugurent enfin leur projet « Nouveau Départ » (« New Hope » dans la version originale). Tammy Diamond, une députée, remarque l'éloquence de Nick et l'encourage à rentrer dans la politique. D'autres personnes comme Nikki, Sharon ou Devon lui poussent également à se présenter aux élections municipales, jugeant qu'il ferait un bon député et qu'il représenterait bien les habitants de Genoa. Nick hésite au départ mais il accepte finalement de faire campagne. Il annonce publiquement sa candidature aux médias et il organise sa campagne avec l'aide de Nikki et de Jack. Il obtient le soutien de ses proches, excepté Victor qu'il n'a pas mis au courant de sa candidature. Avant son meeting, Nick a une discussion avec son père à propos de sa candidature. Victor admet qu'il n'est pas enchanté à l'idée de voir son fils entrer en politique mais il lui accorde en quelque sorte sa bénédiction en lui faisant comprendre qu'il va voter pour lui. Nick se rend ensuite au Néon Ecarlate avec Jack pour annoncer publiquement sa campagne mais il s'inquiète pour Chelsea qui tarde à venir. Nick voit son meeting annulé par la police et apprend avec Jack que cette annulation est due à une prise d'otages au Grand Phoenix. Nick s'inquiète car il sait que Chelsea et Abby sont là-bas. Nick et Jack apprennent qu'un criminel, nommé Simon Blake retient Abby, Chelsea, Connor ainsi qu'Adam en otage. Nick souhaite se rendre immédiatement sur place mais Paul, Rey et Jack lui déconseillent d'agir seul. Ils se rendent tous au Grand Phoenix. Lorsqu'ils arrivent, Simon Blake est mis K.O. par Chance, de retour à Genoa et est ensuite appréhendé par la police. Tout le monde est sain et sauf. Cependant, l'affaire du Grand Phoenix a des conséquences négatives sur la campagne de Nick, les médias et les riverains pensent qu'il est mêlé aux affaires criminelles de Simon Blake vu qu'il est en couple avec Chelsea, cette dernière étant représentée par les médias comme une associée de Simon et étant en couple avec Nick, ce lien entache sa campagne. Nick apprend ensuite d'où vient le lien entre Chelsea et Simon Blake (voir Chelsea Lawson). Nick ne lui en veut pas. Avec les journalistes qui continuent à le harceler à propos de Simon Blake, Nick commence à douter entre la poursuite de sa campagne ou décliner à mi-chemin. Il a une discussion avec Chelsea ou il trouve enfin le fin mot de sa décision et annonce au téléphone à Jack, Nikki et Victor qu'au vu des circonstances sur sa vie privée, il se retire de sa campagne.

- Après la prise d'otages, Connor développe un stress post-traumatique et commence à faire des cauchemars tout d’abord sur cet évènement et sur Simon Blake, ensuite sur un monstre habitant au dedans de lui qui ne cesse de lui faire peur. Cet évènement fait que l'enfant se voit refuser l'accès à son école pour éviter de laisser des traces sur cette histoire auprès de ses camarades. Connor souhaite que Chelsea et Adam soient présents pour lui, ce qui contraint Chelsea à passer plus de temps chez Adam puis à y emménager ce qu'accepte Nick mais le déplaît également à cause de la proximité avec Adam. Nick est convaincu que son frère va profiter de la situation pour récupérer Chelsea. Au fil des jours, il est compliqué pour Nick et Chelsea de passer du temps ensemble et leur relation devient de plus en plus tendue, les seules fois où ils réussissent à se voir finissent en disputes ou en désaccords par rapport à Adam. Nick commence à douter de sa relation avec Chelsea et se confie de temps en temps a Nikki, Victoria et notamment à Phyllis qui lui conseillent chacune de la quitter afin de l'éviter une souffrance. Un soir, Nick apprend par Nikki que Walnut Grove veut exclure définitivement Connor de l'école et qu'Adam lui a parlé de lui, Chelsea et Connor comme une famille ce qui ne fait pas plaisir a Nick. Ses doutes disparaissent peu avant les fêtes de Noël ou Chelsea lui fait une surprise, ayant réussi à se libérer pour voir Nick et lui offre le cadre de la maison de leurs rêves comme cadeau. Le lendemain, Nick invite Phyllis à se rendre au réveillon des Newman, elle finit par accepter. Chelsea les croise puis propose a Nick d'inviter également Adam. Il hésite au départ puis décide de mettre ses rancœurs de côté et accepte de l'inviter. Cependant, il apprend par Phyllis qu'elle a décidé de mettre un terme à son amitié avec Adam après qu'il lui ai demandé de séduire Nick quelques jours plus tôt afin qu'il puisse récupérer Chelsea. Phyllis s'excuse auprès de Nick de ne lui avoir rien dit plus tôt, il accepte ses excuses. Lorsque Nick croise Chelsea, il rapporte ce que Phyllis lui a dit à propos d'Adam. En furie, elle se rend chez Adam pour s'expliquer avec lui. Le lendemain est le jour de l'anniversaire de Nick et également celui de Nouvel An. Chelsea organise un petit déjeuner surprise pour l'occasion. Nick l'en remercie puis place leur conversation sur Adam et sur celle que Chelsea a eu avec lui. Elle lui assure qu'elle l'aime et qu'Adam ne peut rien y faire mais Nick doute très fortement, ce qui entraîne une petite dispute entre eux. Nick décide de s'aérer et fête finalement son anniversaire au Néon Ecarlate en compagnie de Summer, Faith et Phyllis. Le soir, lui et Chelsea se retrouvent au Society pour fêter la nouvelle année. L'ensemble des Newman et des Abbott y sont conviées, notamment Adam. Pendant la soirée, Nick constate qu'il est en train de perdre petit à petit Chelsea et la prend a part pour discuter. Il la remercie pour tout ce qu'elle lui a apporté depuis son retour mais il décide de la quitter, jugeant qu'elle serait mieux en couple avec Adam. Chelsea encaisse la nouvelle mais accepte leur rupture.

### Nick Newman, responsable de la mort d'Ashland Locke
- En 2022, Victoria se sépare d'Ashland Locke avec qui elle s'était mariée en octobre 2021 après avoir appris qu'il avait menti sur son cancer. Ashland atterrit en prison après avoir enfreint l'ordonnance restrictive qui avait été mise à son égard pour qu'il n'approche pas son fils Harrison. Il sort sous caution et est déterminé a ses venger. Le soir du 25 juillet 2022, soir de forte tempête, Nick croise le chemin de William qui s'apprête a partir en déplacement. Il dit a Nick qu'il est passé chez Victoria, qu'il s'inquiète pour elle et lui conseille de passer voir sa sœur. Nick suit les conseils de William, se rend chez Victoria et sonne et l'appelle mais sans succès. Il est sur le point de partir mais revient vite et rentre par l'arrière. Il trouve Victoria et Ashland en train de se disputer et intervient pour défendre sa sœur. Lorsqu'il apprend qu'Ashland était sur le point de frapper Victoria, Nick se dispute avec Ashland avant de lui donner un violent coup de poing lorsque celui-ci tente d'empêcher Victoria de contacter la police. Ashland se cogne la tête contre la cheminée et Nick lui crie de se relever mais celui-ci ne se relève pas. En touchant sa tête, Victoria s'aperçoit que du sang sort de sa tête et Nick ne sent plus son pouls. Ils réalisent qu'Ashland est mort. Victoria contacte Chance en lui avouant ce qu'il s'est passé. Avec Nick, ils vont ensuite prendre l'air pour calmer leurs esprits. En rentrant chez Victoria, ils s'aperçoivent que le corps d'Ashland a mystérieusement disparu (épisode diffusée le 5 février 2025 en sur TF1).

- Nick et Victoria sont dans la confusion : comment Ashland a pu se relever alors que le coup a été tellement fatal qu'ils n'ont plus senti son pouls et qu'il saignait. C'est alors que Victor arrive et découvre ce qu'il se passe. Nick et Victoria le questionnent sur ce qu'il s'est passé avec Ashland. Victor nie savoir de quoi ils parlent. C'est a ce moment là que Chance arrive et demande a savoir ce qu'il s'est passé. Nick et Victoria lui racontent tout et finissent par dire ignorer ou se trouve Ashland puisqu'ils pensent qu'il a pu se relever. Chance note leur témoignage et commence a enquêter de son côté. Après le départ du policier, Nick et Victoria tentent d'interroger leur père mais ils n'obtiennent rien de concret. Plus tard dans la soirée, Chance et son équipe retrouvent Ashland ainsi que la voiture qu'il a loué dans un ravin : celui-ci est bien mort d'un accident de voiture. Le lendemain, cette annonce est officialisée par les médias. Cependant, Nick est confus et se sent tout de même responsable de la mort de Locke. Même s'il ne l' pas tué directement, il est responsable du coup qui l'a fait saigner. Il se confie a Sharon mais également a Sally, qui est la nouvelle PDG de Newman Media en disant qu'Ashland était chez Victoria la veille avant d'avoir été tué, mais il ne mentionne pas la bagarre qu'il a eu avec celui-ci. Mais Nick reste douteux, il y'a trop d'incohérences pour lui : la nuit ou Ashland est mort, il a trouvé sa bague que Victoria lui avait offert pour la Saint-Valentin part terre et la rapporte a Chance, sachant en plus que le fait qu'il ait pu se relever après le coup de Nick est pratiquement impossible. Il fait également face aux interrogations de Chance, ce qui le stresse davantage. Lorsque Sally apprend par Chloe (via Kevin, sans que Nick sache que Chloe et Kevin sont au courant) que Nick et Ashland se sont battus, elle demande a savoir ce qu'il s'est passé. Nick lui raconte toute la vérité et apprend que Sally souhaite rédiger un article sur les circonstances de la mort d'Ashland. Nick estime que ce n'est pas une très bonne idée mais laisse a Sally la décision de choisir de publier ou non un article. Sally décide de mettre ce projet en suspens pour l'instant. Nick va ensuite voir Victor et le confronte a nouveau sur son implication dans l'affaire. Victor nie tout d'abord être impliqué avant de révéler après que Nick insiste avoir déplacé le corps d'Ashland avec l'intervention de ses hommes de main et qu'ils ont maquillées la mort d'Ashland en le faisant passer pour un suicide pour éviter a Nick des déboires judiciaires.

- Nick est très remonté contre son père d'avoir agi égoïstement et d'avoir voulu tout contrôler. Il informe ensuite a Victoria ce que leur père a fait pour leur protéger, ce que Victoria au contraire de son frère, trouve noble de sa part. Elle souhaite tout de même s'entretenir avec Victor mais au moment de sortir de son bureau, elle tombe sur Chance qui vient les interroger. Comme Nick au départ, Chance est confus par trop d'incohérences et lui dit ce qu'il pense : qu'Ashland est bien mort après le coup de Nick et que Victor s'est arrangé pour déplacer le corps. Il leur demande de confirmer sa théorie, ce que Nick et Victoria ne confirment pas, feignant l'ignorance.

## Sources
- http://www.les-feux-de-l-amour.com/
- http://www.soap-passion.com/yr/
- http://www.lesfeuxdelamour.org/
- http://www.cbs.com/daytime/the_young_and_the_restless//
- http://www.theyoungandtherestless.com